# Liste der Baudenkmäler in Coburg/S
Dieser Teil der Liste der Denkmäler in Coburg beschreibt die denkmalgeschützten Objekte in folgenden Coburger Straßen und Plätzen:
- Sally-Ehrlich-Straße
- Salzmarkt
- Scharnhorststraße
- Schenkgasse
- Schillerplatz
- Schlachthofstraße
- Schleifanger
- Schlossplatz
- Schützenstraße
- Seidmannsdorfer Straße
- Seifartshofstraße
- Sonntagsanger
- Spitalgasse
- Steingasse
- Steintor
- Steinweg
- Steinweglein

## Sally-Ehrlich-Straße
| Adresse Bezeichnung Akten-Nr.                                             | Beschreibung | Foto |
| ------------------------------------------------------------------------- | --- | ---- |
| Sally-Ehrlich-Straße (Lage)                                               | Die Sally-Ehrlich-Straße verbindet in Verlängerung der kleinen Judengasse die Viktoriastraße mit dem Zinkenwehr. Die Straße wurde 1946 nach dem jüdischen Kaufmann Sally Ehrlich benannt, der im Haus Nr. 10 lebte, am 24. April 1942 auf Befehl des NS-Regimes nach Izbica in Polen deportiert und ermordet wurde. Zuvor gehörte der Straßenabschnitt zum Zinkenwehr und war durch kleine Fabriken auf der westlichen Seite geprägt. |      |
| Sally-Ehrlich-Straße 2 (Standort) Geschäftshaus D-4-63-000-760            | Im Jahr 1913 beauftragte der Kaufmann Carl Ehemann den Architekten und Bauunternehmer August Berger mit dem Bau eines Geschäftshauses für die rückwärtigen Fabrikgebäude, die auf dem Anwesen 1875 und 1912 errichtet wurden. Ab 1933 nutzte die Metallwarenfabrik Hans Jahn und ab 1946 die Polstermöbelfabrik Carl & Lang die Fabrikgebäude. Nach 2005 war unter anderem eine Digitaldruckerei in dem Anwesen untergebracht. Das Gebäude wurde 1990 modernisiert und wird als Wohnhaus genutzt. Das Vorderhaus ist ein zweigeschossiger Walmdachbau und fungiert als Kopfbau der dahinter länglich angeordneten Fabrikbauten. An der Hofeinfahrt steht ein eingeschossiger Vorbau mit Eckpilastern. Die Fassade ist gekennzeichnet durch eine kolossale Pilastergliederung mit schmalen Fenstern im Erdgeschoss und breiten im Obergeschoss, die rautenförmig geteilte Oberlichter besitzen. |      |
| Sally-Ehrlich-Straße 4 (Standort) Wohnhaus D-4-63-000-443                 | Der Baumeister Carl Otto Leheis erbaute 1898 im Auftrag des Kaufmanns Hermann Dressel das zweigeschossige Wohnhaus. Später wurde das Anwesen Sitz der Spedition Michel. Anfang der 2000er wurden die zugehörigen Rückgebäude, 1899, 1913 und 1921 erweitert, abgebrochen und 2007 das Wohnhaus saniert. Das villenartige Neurenaissancehaus steht an der Ecke zum Mühldamm. Seine Fassade besteht aus Ziegel mit Sandsteingliederungen. Die Hauptfassade in der Sally-Ehrlich-Straße weist vier Achsen auf und wird durch einen zweiachsigen Mittelrisalit mit Zwerchhaus strukturiert. Der einachsige Risalit der dreiachsigen Südfassade ist an der Hausecke angeordnet. Die stichbogigen Erdgeschossfenster, auf gefelderten Brüstungen und einem umlaufenden Sandsteinsockel angeordnet, sind durch Profilstürze und Entlastungsbögen gekennzeichnet, die rechteckigen Obergeschossfenster durch breite Stürze und Gesimsverdachungen auf Konsolen. Das ausgebaute Mansarddach ist geschiefert und weist in den Fensterachsen Hausgauben auf. |      |
| Sally-Ehrlich-Straße 10 (Standort) Wohn- und Geschäftshaus D-4-63-000-444 | Das villenartige Wohn- und Geschäftshaus wurde 1887 vom Baumeister Bernhard Brockardt im Stil der Neurenaissance errichtet. Ab 1914 wohnten die Brüder Hermann und Sally Ehrlich in dem Gebäude, das sie 1919 kauften. Die Ehrlichs waren Juden und betrieben im 1913 gebauten rückwärtigen Anbau eine Hut- und Mützenfabrik, die sie 1937 schließen mussten. Ende 1938 folgte der Verkauf des Wohnhauses. Hermann konnte in die USA emigrieren, Sally wurde am 24. April 1942 nach Izbica bei Lublin deportiert. Eine Tafel am Haus erinnert an ihn. Das zweigeschossige Eckgebäude am Mühldamm besitzt eine aufwendig dekorierte Fassade aus Ziegel mit Sandsteingliederungen. Markant ist der reich dekorierte Eckerker im Obergeschoss, mit profilierten Konsolen über Frauenmaskarons und einer welschen Haube. Beidseits sind auf der Ost- beziehungsweise Westseite jeweils zweiachsige Risalite mit Zwerchgiebeln angeordnet. Die Ostfassade weist zusätzlich im Obergeschoss einen dreiseitigen Erker auf, dessen profilierter Fuß auf einem Fensterpfeiler endet. Die inneren Fenster sind im Erdgeschoss mit Lunetten und im Obergeschoss mit Kartuschen geschmückt. |      |

## Salzmarkt
| Adresse          | Beschreibung | Foto |
| ---------------- | --- | ---- |
| Salzmarkt (Lage) | Der Salzmarkt befindet sich zwischen der Theatergasse, vor 1840 Salzgasse genannt, und dem Theaterplatz. Ursprünglich lag er am nordöstlichen Rand der mittelalterlichen Stadt und beherbergte die landesherrlichen Einrichtungen für den Salzhandel. |      |

| Adresse Bezeichnung Akten-Nr.                                 | Beschreibung | Foto |
| ------------------------------------------------------------- | --- | ---- |
| Salzmarkt 2 (Standort) Wohn- und Geschäftshaus D-4-63-000-761 | Der Kern des viergeschossigen Wohn- und Geschäftshauses existierte schon im Jahr 1700 als zweigeschossiges Gebäude mit zwei Stuben und einem Keller. Im 18. Jahrhundert folgte eine Aufstockung um zwei Geschosse. 1886 veranlasste die Schneidermeisterwitwe Caroline Puff den Einbau eines Ladens mit einem Schaufenster im Erdgeschoss. 1894 ließ der Landwirt Eduard Puff das Dach ausbauen. Das Traufseithaus besitzt ein flaches Satteldach. Über dem massiven Erdgeschoss sitzt in den Obergeschossen eine verputzte Fachwerkfassade, die sich in zwei und drei Fensterachsen gliedert. Die Fenster im zweiten Obergeschoss weisen eine Segmentbogenform auf, im ersten Obergeschoss sind sie zwischen zwei Bandgesimsen eingefasst. Die Aufstockung ist an den unterschiedlichen Geschosshöhen erkennbar. |      |
| Salzmarkt 3 (Standort)                                        | (Das dreigeschossige Wohn- und Geschäftshaus existierte in seinem Kern schon im Jahr 1700 als alter zweigeschossiger Bau mit zwei Stuben und einem Keller. Im 18. Jahrhundert entstand ein Neubau. 1864 beauftragte die Schneidermeisterfrau Caroline Puff den Stadtbaurat Julius Martinet mit dem Einbau eines Ladens mit Schaufenstern, 1947 wurde das Dach ausgebaut. Das Traufseithaus besitzt ein massives Erdgeschoss über dem in den Obergeschossen eine verputzte Fachwerkfassade mit vier gleichmäßig angeordneten Fensterachsen vorhanden ist. Die 1964 erneuerten Fenster haben profilierte und geohrte Rahmen. Eine vierachsige Schleppgaube weist das Dach auf.) Das Gebäude ist in der Liste vom 30. Oktober 2013 nicht mehr aufgeführt. |      |
| Salzmarkt 4 (Standort) Wohnhaus D-4-63-000-445                | Das dreigeschossige Giebelhaus wird auf 1506/07 datiert. Ein umfangreicher Umbau folgte 1648. Zuletzt wurde das Gebäude im Jahr 2000 instand gesetzt. In den Obergeschossen besitzt das Haus eine dreiachsige Fachwerkfassade, die dort verputzt ist, im Gegensatz zur Giebelfläche, wo sie offen liegt und im quadratischen Raster mit Andreaskreuzen ausgebildet ist. Die hoch sitzenden Fenster sind ungefähr quadratisch und haben profilierte Rahmen. Das massive Erdgeschoss weist rechts ein Fenster und links ein mehrfach profiliertes Rundbogenportal auf. |      |
| Salzmarkt 5 (Standort) Wohn- und Geschäftshaus D-4-63-000-446 | Eine Bebauung des Grundstücks ist bis 1555 belegt. Im Jahr 1864 veranlasste der Gastwirt Carl Grau den Abbruch von drei älteren Häusern und den Neubau eines Gebäudes für einen Hotel- und Gaststättenbetrieb. Das Haus wurde im Stil der Neurenaissance errichtet und unter dem Namen Bellevue geführt. Nach 1872 übernahm die Coburg-Gothaische-Kreditgesellschaft das Anwesen, für die 1894 ein südliches Treppenhaus gebaut wurde. 1905 kaufte der Restaurateur Gottfried Rissland das Haus. Er ließ vom Architekten August Berger für den Gasthof im Erdgeschoss ein Eingangsportal am Eckturm und nach Westen ein neues Treppenhaus errichten. Ab 1937 hatte die Gaststätte entsprechend dem Bier der Patrizier Bräu AG aus Nürnberg den Namen „Zum Patrizier“. Am 8. April 1945 zerstörten US-amerikanische Jagdbomber Teile des Hauses, das aber bis Ende 1945 wiederaufgebaut war und von der US-Army bis 1951 beschlagnahmt wurde. Anschließend erwarb der Kaufmann Walter Schaff das sogenannte Amerika-Haus und betrieb im Erdgeschoss ein Waren-Kredithaus. Es folgte das Warenhaus Montag, das 2008 geschlossen wurde. 2010 war ein umfangreicher Umbau zu Eigentumswohnungen in den Obergeschossen abgeschlossen. Das viergeschossige Eckhaus an der Theatergasse ist deutlich höher als die benachbarten Gebäude. Markant ist der dreigeschossige runde Eckerker mit einer Zwiebelhaube und einem Portalbau im Erdgeschoss, an den sich beidseitig eine fünfachsige Fassade anschließt. Die stichbogigen Schaufenster des Erdgeschosses sind durch ein Konsolband vom ersten Obergeschoss getrennt. Am Salzmarkt weisen die Fenster im ersten Obergeschoss eine Verdachung mit Konsolstürzen auf, ein Profilgesims ist unterhalb vom Attikageschoss angeordnet (siehe auch Grafengasse 6). |      |

## Scharnhorststraße
| Adresse Bezeichnung Akten-Nr.                                  | Beschreibung | Foto |
| -------------------------------------------------------------- | --- | ---- |
| Scharnhorststraße (Lage)                                       | Die Scharnhorststraße ist eine Stichstraße des westlichen Kanonenwegs Richtung Norden zum Gelände des ehemaligen Bauunternehmens Brockardt. Im Jahr 1935 bekam sie den Namen anlässlich des 180. Geburtstages des preußischen Generals Gerhard Johann Graf von Scharnhorst. |      |
| Scharnhorststraße 2/4/6/8 (Standort) Wohnanlage D-4-63-000-763 | Die dreiflügelige, U-förmige Wohnanlage entwarf der Regierungsbaumeister Paul Brockardt. Der in der dritten Generation in Familienbesitz befindliche Wohnkomplex wird auch nach der Eigentümerfamilie Brockardt-Wohnanlage genannt. Sie wurde 1936 mit insgesamt 24 Wohnungen für Offiziere und Unteroffiziere der Coburger Garnison errichtet. Die Wohngebäude haben massive Treppen und Decken und zeichneten sich durch Schließsysteme, Warmwasserheizung und- versorgung, Elektroherde und Wäschemangeln aus. Der dreigeschossige, symmetrische Mittelflügel mit 14 Achsen ist im Innenhof durch vier im zweiten Obergeschoss rundbogig geschlossene Balkone und zwei rundbogige Hauseingänge gekennzeichnet. Die verputzte Fassade steht auf einem Klinkersockel. Das 1991 ausgebaute Walmdach besitzt unter anderem Fledermausgauben. Die beiden Seitenflügel sind zweigeschossig und mit einer dreiachsigen Fassade ausgeführt. Der nördliche Flügel ist mit einem großen Wandfresko, das zeitgenössische Darstellungen der Bauarbeit zeigt, dekoriert. |      |

## Schenkgasse
| Adresse Bezeichnung Akten-Nr.                            | Beschreibung | Foto |
| -------------------------------------------------------- | --- | ---- |
| Schenkgasse (Lage)                                       | Die Schenkgasse führt vom nördlichen Steinweg zur Hindenburgstraße, wobei sie den ehemaligen Hahnfluss querte. Der Namen könnte sich von „tränken“ herleiten, dem Ort oberhalb der Gerbereien, wo die Pferde und das Vieh mit sauberem Wasser getränkt werden konnten. In der Gasse stehen insbesondere noch einige traufseitige Gerberhäuser ursprünglich am Hahnfluss gelegen. Gerber in Coburg wurden erstmals 1402 erwähnt. |      |
| Schenkgasse 1 (Standort) Ehem. Scheune D-4-63-000-764    | Die Scheune ließ um 1730 der Gerbermeister Andreas Röhrig als Rückgebäude zum Anwesen Steinweg 45 errichten. Der eingeschossige Stadel besitzt eine Fachwerkkonstruktion mit einem Satteldach. Das zweiflügelige Tor ist an der Langseite in der Schenkgasse angeordnet. Der Giebel weist kleine Öffnungen als Fenster auf. 2020/2021 wurde das Gebäude zu einer Fahrradscheune umgebaut, wo Fahrräder sicher untergestellt werden können. |      |
| Schenkgasse 2 (Standort) Ehem. Gerberhaus D-4-63-000-765 | Eine dendrochronologische Untersuchung ergab das Baujahr 1783 für das ehemalige Gerberhaus. Das Rückgebäude wurde 1953 zurückgebaut und neu errichtet, 1995 folgte eine Sanierung, wobei das Treppenhaus und Innenwände versetzt wurden. Das viergeschossige und traufständige Fachwerkhaus besitzt die für Gerberhäuser typische offene Laube im dritten Obergeschoss. Die vierachsigen Obergeschosse haben eine verputzte Fachwerkfassade, die über das Erdgeschoss weit auskragt und von schrägen Hölzern gestützt wird. Eine mittige Tür mit beidseitigen kleinen Fenstern weist das massive, niedrige Erdgeschoss in der Straßenfront auf. |      |
| Schenkgasse 3 (Standort) Ehem. Gerberhaus D-4-63-000-766 | Zuerst eingeschossig wurde im Jahr 1529 das ehemalige Gerberhaus erbaut. Im 18. oder 19. Jahrhundert folgte ein Umbau mit Aufstockung zu einem dreigeschossigen, traufständigen Gebäude, das ein massives Erdgeschoss, eine verputzte Fachwerkkonstruktion in den Obergeschossen und ein Satteldach aufweist. Die oberste Fensterreihe der vierachsigen Fassade sitzt, wie bei Fachwerkfassaden üblich, unter der Dachtraufe. Die beiden Schaufenster neben dem rechts angeordneten Eingang im Erdgeschoss stammen aus dem Jahr 1963. Bei der Sanierung 1995 wurde das Rückhaus abgebrochen und eine neue Treppe für das Wohn- und Geschäftshaus eingebaut. |      |
| Schenkgasse 4 (Standort) Ehem. Gerberhaus D-4-63-000-767 | Das ehemalige Gerberhaus am heute zugeschütteten Hahnfluss wird auf 1618 datiert. Als Besonderheit unter den Coburger Gerbereien waren die beiden Gebäudeteile, das Werkhaus und das Wohnhaus, unter einem gemeinsamen Dach untergebracht. Bauherr war wohl der Rotgerber Schultheiß. Im 19. Jahrhundert kam es auf der nördlichen Seite zum Einbau von Lüftungsgauben. 1855 wurde bei Umbaumaßnahmen für den Weißgerbermeister Adolph Süßengut im Vorderhaus die offene Laube eingebaut und 1871 folgte für den Gerbermeister Carl König eine Änderung der Raumaufteilung, die Verlegung der Treppe sowie die Aufstockung des Hinterhauses. Die letzte größere Instandsetzung wurde 1990 durchgeführt. Das zweigeschossige Gebäude besitzt ein massives Sockelgeschoss auf dem eine Fachwerkkonstruktion mit einem Rasterfachwerk angeordnet ist. Auf der Giebelseite ist im Obergeschoss die für Gerberhäuser typische offene Laube vorhanden. Drei Ständer mit Kopfbändern tragen den überstehenden Giebel. Das Dachgeschoss ist zum Wohnen ausgebaut. |      |

## Schillerplatz
| Adresse Bezeichnung Akten-Nr.                                            | Beschreibung | Foto |
| ------------------------------------------------------------------------ | --- | ---- |
| Schillerplatz (Lage)                                                     | Der Platz vor der ehemaligen Gasanstalt wurde 1905 als Schillerplatz mit einer gepflanzten Schillerlinde zum hundertsten Todestag von Friedrich Schiller eingeweiht. Er bildet die Fortsetzung der Ahorner Straße und entstand als Grünanlage zwischen dem alten Schützenhaus und der Itz. |      |
| Schillerplatz 1 (Standort) Stadtwerke, Eingangsgebäude D-4-63-000-52     | Die ersten Bauwerke entstanden 1854 mit der Errichtung einer Fabrik zur Holzgaserzeugung, dem späteren Gaswerk der Stadtwerke. Zu den noch bestehenden Gebäuden gehört das zweigeschossige Eingangsgebäude. Es ist ein schmaler, länglicher Ziegelbau, mit einem Krüppelwalmdach und einem Zwerchhaus auf der Westseite. An der Südseite ist ein zweigeschossiger Mansarddachflügel mit einem mehreckigen Turm angebaut, gefolgt von einer kleinen Gartenanlage aus dem Jahr 1935. Im April 2025 wurde das Gebäude abgebrochen.                                                              |      |
| Schillerplatz 3 (Standort) Stadtwerke, Verwaltungsgebäude D-4-63-000-769 | Das zweigeschossige Verwaltungsgebäude entstand 1855/57 für die Direktion der Gasanstalt. Im Jahr 1911 folgte eine Aufstockung. Dabei wurde nach Plänen von Max Böhme das flache Satteldach durch ein Mansarddach ersetzt. Die Fassade besteht komplett aus Sandsteinquadern und besitzt an den Hausecken Lisenen. Auf der Südseite ist in der Mitte ein einachsiger Treppenhausrisalit mit Zwerchhaus vorhanden. Zwerchgiebel, teilweise auch Hausgauben, durchdringen auf den anderen Seiten das Mansarddach. Die Obergeschossfenster sind auf einem geschosstrennenden Gesims angeordnet. |      |
| Schillerplatz 6 (Standort) Wohnhaus, Schweizerhaus D-4-63-000-770        | Im Jahr 1841 errichtete der Zimmermeister Georg König das dreigeschossige Wohnhaus. 1894 wurde das Erdgeschoss zu einer Wohnung ausgebaut, 2001 bekamen die Süd- und Westseite Balkonanbauten. Das Gebäude besitzt ein flachgeneigtes, weit auskragenden Satteldach mit Holzdekorationen. Die Giebelfassade auf der Ostseite zeichnet sich durch drei Achsen aus, im zweiten Obergeschoss mit einem flachen, verzierten Holzbalkon und im Erdgeschoss mit Fenster- und Türverdachungen. Das Aussehen erinnert an ländliche Bauten in der Schweiz.                                            |      |

## Schlachthofstraße
| Adresse Bezeichnung Akten-Nr.                                   | Beschreibung | Foto |
| --------------------------------------------------------------- | --- | ---- |
| Schlachthofstraße (Lage)                                        | Die Schlachthofstraße verläuft seit 1903 als südliche Fortsetzung des Sonntagangers zwischen der Werrabahn und der Itz. Sie zweigt von Uferstraße ab, führt über die Ketschenbrücke, auch Schlachthofbrücke genannt und dient der Erschließung des Schlachthofes und des Güterbahnhofes. |      |
| Schlachthofstraße 1 (Standort) Ehem. Schlachthof D-4-63-000-881 | Das zweigeschossige Verwaltungsgebäude des Schlachthofes entstand 1880 nach Plänen des Stadtbaurates Julius Martinet. Das am Klassizismus orientierte, in Formen des Historismus gestaltete Gebäude weist eine Ziegelfassade mit Sandsteingliederungen und drei Achsen auf jeder Seite auf. Der Walmdachbau besitzt oberhalb einer Traufe mit Profilgesims ein Pyramidendach mit Uhrenturm in der Mitte und Fledermausgauben. Mittelrisalite und Ecknutungen kennzeichnen die Fassade, deren Fenster im Erdgeschoss Segmentbögen mit Keilsteinen haben. Die Fenster mit geohrten Rahmen des über einem umlaufenden Gesims angeordneten Obergeschosses sind etwas niedriger. Südlich vom Verwaltungsgebäude steht eine alte Fleischhalle mit einem Halbwalmdach. Die verputzte Fassade mit sieben segmentbogigen Doppelfenstern, seit 1984 zugemauert, besteht aus Ziegelmauerwerk mit Sandsteingliederungen. |      |

## Schleifanger
| Adresse Bezeichnung Akten-Nr.                                    | Beschreibung | Foto |
| ---------------------------------------------------------------- | --- | ---- |
| Schleifanger (Lage)                                              | Der Schleifanger zweigt vom Kanonenweg Richtung Süden zur Heilig-Kreuz-Kirche ab und verläuft parallel zur Lauter. Der Flurname ist nach der Schleifmühle benannt, die ab 1463 belegt ist und am Schleifmühlengraben neben der Lauter stand. Der Mühlengraben wurde 1912 verfüllt, die Mühle, ein bedeutendes frühes Industriedenkmal, 1970 abgebrochen. |      |
| Schleifanger 1 (Standort) Heiligkreuz-Volksschule D-4-63-000-447 | Die Heiligkreuz-Volksschule steht im Norden Coburgs. Das Schulgebäude der Hauptschule ist ein reich dekorierter und asymmetrisch gruppierter Jugendstilbau aus dem Jahr 1907, die Planung stammte von Max Böhme. |      |

## Schlossplatz
| Adresse             | Beschreibung | Foto |
| ------------------- | --- | ---- |
| Schlossplatz (Lage) | Der Coburger Schlossplatz zählt zu den bemerkenswertesten Platzgestaltungen in Bayern. Die weiträumige Platzanlage ist als Vorhof zum Schloss Ehrenburg gestaltet und entstand unter Herzog Ernst I. ab 1825. Das Ensemble umfasst unter anderem das repräsentative ehemalige Residenzschloss, dem gegenüber im stumpfen Winkel das Landestheater und das Palais Edinburgh angeordnet sind. An der östlichen Seite schließt sich hinter einem Terrassenbau, den Arkaden, der Hofgarten an. Im Westen stehen hinter Bäumen entlang der Grafengasse einige Bürgerhäuser. |      |

| Adresse Bezeichnung Akten-Nr.                                                                   | Beschreibung | Foto |
| ----------------------------------------------------------------------------------------------- | --- | ---- |
| Schlossplatz (Standort) Denkmal für Herzog Ernst I. von Sachsen-Coburg und Gotha D-4-63-000-454 | Auf dem Schlossplatz steht ein Denkmal für Herzog Ernst I. Das Standbild beauftragte 1847 sein Sohn Ernst II. beim Bildhauer Ludwig Schwanthaler in München. Das Postament entwarf der Coburger Hofbaurat Carl Friedrich Wilhelm Streib. |      |
| Schlossplatz (Standort) Wettersäule D-4-63-000-455                                              | Am nordwestlichen Ende des Schlossplatzes, an der Grafenstraße steht eine Wettersäule, die unter anderem die geographischen Ortsdaten, die Temperatur, den Luftdruck und die Uhrzeit anzeigt. Das Kleindenkmal gestaltete 1882 der Bildhauer Heinrich Scheler als neugotischen Pfeiler mit vierseitiger Verdachung auf einem quadratischen Sockel stehend. |      |
| Schlossplatz 1 (Standort) Schloss Ehrenburg D-4-63-000-448                                      | Das ehemalige Residenzschloss Ehrenburg beherbergt die Landesbibliothek Coburg und wurde als Museum ausgebaut. Der Westflügel mit der barocken Schlosskirche und dem Riesensaal stammen aus dem Anfang des 18. Jahrhunderts. Im 19. Jahrhundert ließ Herzog Ernst I. das Schloss im neugotischen Stil nach Plänen von Karl Friedrich Schinkel umgestalten. |      |
| Schlossplatz 2 (Standort) Ehem. Marstall D-4-63-000-449                                         | Während der Regentschaft von Herzog Albrecht entstand von 1685 bis 1690 der langgestreckte Marstall neben der Ehrenburg. Unter Herzog Ernst II. folgte von 1882 bis 1885 der Umbau des Mansarddachbaus durch Julius Hartmann. |      |
| Schlossplatz 3 (Standort) Ehem. Reithalle D-4-63-000-450                                        | Die Coburger Reithalle ist ein eingeschossiger neugotischer Sandsteinquaderbau mit Satteldach am Coburger Schlossplatz. Die Reithalle wurde 1852 im Auftrag von Herzog Ernst II. nach Plänen des Malers und Baumeisters Georg Konrad Rothbart errichtet. Das Bauwerk ersetzte die 1835 abgerissene Reitbahn am südlichen Ende des Marstallgebäudes. |      |
| Schlossplatz 4 (Standort) Arkaden D-4-63-000-451                                                | Die Arkaden entstanden 1843 nach Plänen von Georg Hermann Nicolai als Stütz- und Futtermauer zwischen dem Schlossplatz und dem höher gelegenen Hofgarten. In die dreiteiligen Anlage ist mittig ein fünfachsiger, vorspringender Portikusbau integriert, der ursprünglich die Schlosswache beherbergte und heute als Ehrenmal der Stadt Coburg dient. Auf die Terrasse oberhalb der Arkaden und somit in den Hofgarten führen zwei beidseitig neben dem Mittelbau angeordnete Treppenaufgänge. |      |
| Schlossplatz 5/5 a (Standort) Ehem. Palais Edinburgh D-4-63-000-452                             | Das ehemalige Palais Edinburgh, heute Sitz der IHK zu Coburg, stammt in seinem Kern aus dem Jahr 1846. Umbauten folgten 1857 durch Vincenz Fischer-Birnbaum und 1866 durch Georg Konrad Rothbart im Stil des italienischen Frühmanierismus. Hans Rothbart ergänzte das Palais 1881 durch einen nördlichen Flügelanbau. |      |
| Schlossplatz 6 (Standort) Landestheater D-4-63-000-453                                          | Das Theatergebäude wurde 1837 bis 1840 nach Planungen von Karl Balthasar Harres und Vincenz Fischer-Birnbaum für das herzoglich sächsische Hoftheater zu Coburg errichtet. Heute ist das klassizistische Bauwerk die Spielstätte des Landestheaters Coburg. |      |

## Schützenstraße
| Adresse Bezeichnung Akten-Nr.                                      | Beschreibung | Foto |
| ------------------------------------------------------------------ | --- | ---- |
| Schützenstraße (Lage)                                              | Nördlich des Ketschenangers liegt die Schützenstraße und verbindet die Ketschendorfer Straße mit dem Schillerplatz. Der ursprünglich schmale Weg wurde nach dem im westlichen Abschnitt in der Flucht der Angerturnhallen stehenden alten Schützenhaus, das in den 1970er abgerissen wurde, benannt. |      |
| Schützenstraße 1 (Standort) Wohnhaus D-4-63-000-921                | Das zweigeschossige Wohnhaus mit Nebengebäuden entstand im 17. Jahrhundert. Das Anwesen mit einer ehemaligen Werkstatt diente bis ins 19. Jahrhundert dem Färberhandwerk. Das Wohnhaus weist ein Satteldach auf. Auf dem Erdgeschoss, mit einem massiven Sockel, ist über einem profilierten Holzgesims ein Obergeschoss mit einer zurückgesetzten, verputzten Fachwerkfassade angeordnet. Die Fassadengestaltung mit fünf Achsen zur Schützenstraße veranlasste 1860 der Färbermeister Ernst Sippel. Die östliche Giebelseite ist entsprechend der Raumanordnung unregelmäßig durchfenstert. Der Westgiebel ist verschiefert und besitzt oben zwei Holzläden zur Nutzung als Trockenboden. Die westlich an das Wohnhaus nachträglich angebaute Färberei hat vier Achsen und wurde 1863 um ein Fachwerkobergeschoss und den Trockenboden mit Holzwänden und Lamellenläden aufgestockt. |      |
| Schützenstraße 1 a/2 (Standort) Alte Angerturnhalle D-4-63-000-882 | Der Doppelbau besteht aus einem westlichen Teil, der 1866 im neugotischen Stil nach einer Planung des Stadtbaurates Julius Martinet erbaut und 1903 auf der Nordseite um einen Geräteraum ergänzt wurde. Seit einem Umbau 1989 dient das Gebäude Lager- und Ausstellungszwecken. Die Halle, deren Holzdecke von Wandständern gestützt wird, ist eine der selten erhalten gebliebenen Turnhallen aus dem zweiten Drittel des 19. Jahrhunderts. Die östliche Halle entstand 1905 wohl unter dem Regierungsbaurat Arthur Philibert als staatliche Turnhalle und erfuhr 1986 eine Umgestaltung für das Jugendzentrum „domino“. Die eingeschossigen Doppelhallen besitzen Satteldächer mit einheitlicher Bau- und Firstlinie. Die jeweils siebenachsige Fassade mit Segmentbogenfenstern besteht aus Ziegel mit Sandsteingliederungen und weist in der Mitte den Eingang in einem Risalit mit einem Zwerchgiebel auf. Das linke Stichbogenportal hat oben ein neuklassizistisches Tympanon mit dem Stadtwappen, das rechte einen Giebelokulus und eine Binnentreppung zwischen den Eckpfeilern. |      |

## Seidmannsdorfer Straße
| Adresse Bezeichnung Akten-Nr.                                                     | Beschreibung | Foto |
| --------------------------------------------------------------------------------- | --- | ---- |
| Seidmannsdorfer Straße (Lage)                                                     | Die Seidmannsdorfer Straße ist die Fortsetzung des Steintors und verbindet Richtung Südosten die Coburger Kernstadt mit dem 1976 eingemeindeten Stadtteil Seidmannsdorf. Erstmals 1397 wurde die „Straße als Seytmarstorffer Weg vorm Steytor“ erwähnt. Sie war ursprünglich Teil einer Handelsroute nach Kulmbach. |      |
| Seidmannsdorfer Straße 1/3 (Standort) Wohnhaus D-4-63-000-456                     | Der Architekt und Bauunternehmer August Berger erbaute 1906 das asymmetrische Doppelwohnhaus in Formen eines reduzierten Historismus. Bauherr des Hauses Nr. 1 war der Professor Carl Daniel. Die ursprüngliche Einfamilienvilla besteht aus drei unterschiedlich hohen Baukörpern. Ein dreiachsiger Ziergiebel im Stil der Neurenaissance, der in Felder geteilt ist und einen Erker im Erdgeschoss aufweist, bildet die Straßenfassade. Seitlich ist das im Innern original erhaltene Treppenhaus angeordnet, dessen Hauptfenster entsprechend den Stufen gestaltet ist und das von einem Walmdach abgeschlossen wird. Das Haus Nr. 3 hatte der Realschullehrer Karl Lesch beauftragt. Es zeichnet sich durch ein drittes Obergeschoss mit einer verschindelten Holzkonstruktion als Fassade und einem Rechteckerker aus. In den Geschossen darunter besitzt die massive Fassade eine segmentförmige Ausbuchtung. |      |
| Seidmannsdorfer Straße 5 (Standort) Villa D-4-63-000-457                          | Die zweigeschossige Villa ließ sich Emilie Eck 1894 als Mietshaus im Stil des Historismus von Carl Kleemann errichten. Die Fassade besteht aus Ziegel mit Sandsteingliederungen und ist in der Seidmannsdorfer Straße durch einen zweiachsigen Mittelrisalit mit Zwerchgiebel gekennzeichnet. Rechts davon ist der Eingang mit einer geschlossenen Holzveranda und einem Turm dahinter angeordnet, links an einer abgeschrägten Hausecke ein Erker mit Neurenaissance-Zierrat, einem gesprengten Giebel und Löwenmaske. Die Fenster weisen in den Obergeschossen profilierte Stürze sowie tiefe Bänke auf. Eine Vielzahl von spitzen Dächern kennzeichnet die Dachlandschaft. |      |
| Seidmannsdorfer Straße 12 (Standort) Felsenkeller, Terrassenvorbau D-4-63-000-458 | Der Terrassenvorbau mit einem Kellerportal gehörte ursprünglich zu einem 1832 erbauten Gartenhaus, das 1953 für den Neubau des Gymnasiums Alexandrium abgebrochen wurde. Die Architektur des Gartenhauses, das sich der Hofapotheker Christoph Donauer in einem Obstgartengelände errichten ließ, wird Karl Friedrich Schinkel zugeschrieben. Das mediterran wirkende Haus war ein wichtiges Zeugnis des Neu-Palladianismus und wurde unter anderem von William Turner 1840 in seinem Fränkischen Skizzenbuch dokumentiert. Die übrig gebliebene Mauer in der Seidmannsdorfer Straße besteht aus Sandsteinquadern und besitzt seitlich eine Treppe. In der Mitte ist ein breit gekehltes Rundbogenportal zu einem Felsenkeller angeordnet. Die Aussichtsplattform wird oben durch eine Brüstung mit Sockel begrenzt, die kurze Pfosten und längeren Brüstungsplatten aufweist. |      |
| Seidmannsdorfer Straße 19 (Standort) Mietshaus D-4-63-000-771                     | Das dreigeschossige Eckhaus errichtete 1904 der Baumeister Hans Münscher in Formen eines reduzierten Historismus als Doppelhaushälfte zusammen mit dem Wohnhaus Obere Leopoldstraße 12 für den Fabrikanten Johann Schindhelm. An der Ecke zur Oberen Leopoldstraße, in der abgeschrägten Hausecke, prägt ein zweigeschossiger Kastenerker mit einer gedrückten, vierseitigen Haube mit Laterne die Fassade. Beide Straßenfronten besitzen jeweils einen zweiachsigen Risalit mit Zwerchhaus und Schweifgiebel. In der Seidmannsdorfer Straße ist er mittig in der vierachsigen Fassade angeordnet. Der Kellersockel und geschossweise Bänder aus Sandstein gliedern die verputzte Fassade. Die westliche Rückseite zeichnet sich durch drei- bis viergeschossige Holzveranden mit Rundbogenfenstern aus. |      |
| Seidmannsdorfer Straße 22 (Standort) Villa D-4-63-000-459                         | Im Jahr 1907 entstand die Stadtvilla im geometrischen Jugendstil durch den Architekten und Bauunternehmer August Berger für den Staatsanwalt Karl Kleemann. Zu Umgestaltungen kam es 1909 durch den Anbau eines Wintergartens, den Ausbau eines Balkons 1925 und 1933 durch die Verlegung des inneren Treppenhauses. Das Gebäude steht in einer Parkanlage auf einer Kuppe eines Eckgrundstücks, von der Seidmannsdorfer Straße wird es über ein Gartenportal, als Felsentor gestaltet, erschlossen. Die Villa zeichnet sich durch einen vielteiligen Kubus mit einem stark gegliederten, hohen Satteldach aus. Ganz unterschiedliche Fensterformen mit Spitz-, Tudor- und Vorhangbögen sind vorhanden. Die Nordfassade an der Seidmannsdorfer Straße besitzt einen großen Ziergiebel mit Obergeschosserker und Filialgiebel. Die Ostseite zeigt einen runden, im Obergeschoss polygonalen Eckturm sowie einen dreiseitigen Erkeranbau. Die Südseite wird von einem Giebeldreieck dominiert, der über einem Risalit und einem Wintergarten angeordnet ist. Der repräsentative Eingang liegt auf der westlichen Seite in einem Risalit, oben mit einem Zwerchhaus abgeschlossen. |      |
| Seidmannsdorfer Straße 25/27 (Standort) Doppelwohnhaus D-4-63-000-772             | Das gotisierende, historistische, dreigeschossige Doppelwohnhaus plante der Architekt Ernst Wustand 1896 für seine Familie und Dr. Röhrig. Das Gebäude zeigt zwei verschieden gestaltete Fassaden. Es steht in einer Hanglage und hat ein Hochparterre, wodurch das Kellergeschoss als Vollgeschoss erscheint. Das gemeinsame Walmdach besitzt links zwei Hausgauben und rechts eine Schleppgaube sowie einen hohen Schornstein. Die zweiachsige Fassade des Hauses Nr. 25 weist ein vertikales Sandsteinfensterband mit einem kastenartig vorgesetzten Erdgeschossfenster auf. Im Obergeschoss ist rechts davon ein Fenster mit einem Kielbogen vorhanden. Auf der linken Seite ist eine Treppe zum Eingang angeordnet, der von einer Holzveranda überdacht ist. Dahinter steht das Treppenhaus, als Risalit ausgebildet. Die Fassade des Hauses Nr. 27 zeichnet ein Risalit mit einem Kastenerker auf Konsolen und einem Zwerchgiebel mit Rundbogenfenster aus. Auf der rechten Seite steht ein Treppenhausrisalit mit Satteldach sowie Kreuzstock- und Doppelfenstern. |      |
| Seidmannsdorfer Straße 32 (Standort) Villa D-4-63-000-773                         | Die Villa geht auf ein eingeschossiges Gartenhaus zurück, das 1868 Friedrich Francke für den Privatier Friedrich Maybaum für Wohnzwecke umbaute und aufstockte. Im Jahr 1884 folgte eine Verbreiterung um zwei Achsen und der Ausbau des Dachgeschosses. Die drei Veranden und der Schieferbelag kamen 1901 zur Ausführung. Das heute als Mehrfamilienwohnhaus genutzte Gebäude ist gekennzeichnet durch kreuzförmig angeordnete Zwerchhäuser über Mittelrisaliten und dreiseitig vorhandene Fachwerkveranden. Vor der Südfassade stehen verzierte und geschnitzte Holzlauben auf Pfeilern. Ein Konsolfries unter der Dachtraufe bildet den Übergang zum Mansarddach. |      |
| Seidmannsdorfer Straße 83 (Standort) Zweifamilienwohnhaus D-4-63-000-1286         | Das eingeschossige Zweifamilienwohnhaus entstand 1893. Es ist ein traufständiger Klinkerbau mit hohem Kniestock und Krüppelwalmdach. Straßenseitig ist ein Risalit vorhanden, rückseitig ein Zwerchgiebel mit Krüppelwalm und seitlich ein Treppenturm mit Pyramidendach und Veranda. |      |

## Seifartshofstraße
| Adresse Bezeichnung Akten-Nr.                                                  | Beschreibung | Foto |
| ------------------------------------------------------------------------------ | --- | ---- |
| Seifartshofstraße (Lage)                                                       | Die Seifartshofstraße verläuft parallel zur Itz Richtung Nord-Ost und verbindet die Mohrenstraße mit der Bahnhofstraße. Seit 1875 trägt die Straße den Namen, der wohl auf einen hier 1383 erwähnten Hof des Eberhart Sybot zurückgeht. Das Gartenhaus Nr. 22 ist das älteste Bauwerk in der Straße und war schon im Ur-Kataster von 1862 enthalten. |      |
| Seifartshofstraße 3 b (Standort) Villa D-4-63-000-460                          | Der Redakteur Richard Müller ließ sich 1894 durch Carl Kleemann die zweigeschossige Villa in den Formen der Neurenaissance errichten. Ziegel mit Sandsteingliederungen wurden für die Fassade des Hauses verwendet, das ein hohes Kellergeschoss mit einem Quadermauersockel besitzt. Die Gebäudekanten betonen versetzte Eckquader, die Straßenfront besteht aus einem zweiachsigen Risalit und einer Fensterachse. Dem Risalit ist im Erdgeschoss ein Erker mit einem Söller vorgesetzt, der durch dorische Pilaster mit Gebälk gegliedert ist. Der Übergang zum Mansardwalmdach erfolgt mit einem profilierten Kranzgesims, das auf einem Konsolfries ruht. Auf der linken Seite ist der zurückgesetzte Hauseingang mit einer Podesttreppe und einem hölzernen Regendach angeordnet. Dahinter steht das Treppenhaus, als zweiachsiger Risalit ausgebildet, das eine Ädikulatafel mit der Bezeichnung RFM 1894 trägt. |      |
| Seifartshofstraße 6 (Standort) Villa D-4-63-000-461                            | Die zweigeschossige Villa erbaute 1906 der Maurermeister Paul Schaarschmidt im Stil des barockisierenden Historismus, wobei der schmiedeeiserne Gartenzaun im Jugendstil ausgeführt wurde. Die vierachsige, verputzte Straßenfassade ist gekennzeichnet durch ein zweiachsiges, mittleres Feld, das durch Wandfelder mit kolossalen Pilastern strukturiert ist. Die Lisenen an den Hauskanten sind um die Ecken gelegt. Das im Hochparterre angeordnete Erdgeschoss besitzt Fenster mit Stichbögen und Keilsteinen, im Obergeschoss haben die Fenster aufgebogene Stürze und teilweise ornamentierte Brüstungen. Das Mansardwalmdach zeichnet sich zur Straße durch ein dreiachsiges Zwerchhaus mit schmalen Fenstern unter einem Giebelarchitrav aus und wird von Eckpilastern eingerahmt. Den Giebelfirst krönt eine Vase. Beidseitig ist jeweils eine Hausgaube angeordnet. |      |
| Seifartshofstraße 8 (Standort) Villa D-4-63-000-462                            | Im Jahr 1897 beauftragte der Kommerzienrat Julius Mai den Baumeister Carl Otto Leheis mit dem Bau der Villa, die seit 1995 als Bürogebäude genutzt wird. Das zweigeschossige Gebäude mit einem reichen Dekor, vornehmlich Neurokoko, besitzt eine durch Bandgesimse strukturierte Fassade aus Ziegel mit Sandsteingliederung. Das Erdgeschoss ist als Hochparterre angeordnet und vom Keller durch ein Profil getrennt. Rechts ist ein zweiachsiger Risalit mit einem Zwerchhaus und Stichbogenfenstern über einem Kranzgesims angeordnet, links ein Eckturm mit schmalen Fenstern und Perlkartuschenbrüstungen. Das ursprünglich viereckige Zwiebeldach mit Turmaufbau wurde 1940 durch das pyramidenförmige Helmdach ersetzt. Die Erdgeschossfenster zieren Omega-Bogen, die Obergeschossfenster haben dreieckige Verdachungen auf Konsolen lagernd. Der Hauseingang ist rechts seitlich zurückgesetzt und über einer Podesttreppe in einem Risalit integriert. |      |
| Seifartshofstraße 21 (Standort) Bürohaus, ehem. Internatsschule D-4-63-000-463 | Das Gebäude wurde 1890 im Stil der Neurenaissance für eine Internatsschule des Institutsdirektors J. Taubold errichtet. 1897 ließ Eduard Sommer durch Johann Michael Probst rückwärtig einen Turm anbauen. Im Jahr 1913 wurde das dreigeschossige Haus zur Nutzung als Reichsbank-Nebenstelle umgebaut und ein Kassenraum im Erdgeschoss eingerichtet. Weitere Baumaßnahmen folgten 1922 und 1933, als unter anderem die Straßenfenster im Erdgeschoss vergrößert und das Dachgeschoss an der Hofseite aufgestockt wurden. 1960 hatte die neue Nutzung als Frauenklinik wiederum Umbauten zur Folge. Dabei kam es zum Einbau eines Aufzuges und zur Aufstockung des Osterkers. Rückbaumaßnahmen mit Neugestaltung der Fassade gab es 1983 nach dem Schließen der Klinik. Heute ist das Gebäude Sitz des Coburger Tageblattes. Die Fassade, in Ziegel mit Sandsteingliederungen gestaltet, weist an den Hauskanten Bänderungen aus glatten Quadern wechselnd mit Bossenquadern auf. Zwei zweiachsige Risalite, der rechte mit dem Eingangsportal, und kräftige Gesimse zwischen Erd- und erstem Obergeschoss gliedern die Straßenfassade. Die Fenster sind gerahmt und im ersten Obergeschoss durch ornamentierte Brüstungen sowie Profilstürze gekennzeichnet. Das Walmdach besitzt zahlreiche Gauben. |      |
| Seifartshofstraße 22 (Standort) Gartenhaus mit Mansarddach D-4-63-000-464      | Das Gartenhaus an der Itz stammt aus dem 18. Jahrhundert. Das zweigeschossige Gebäude besitzt ein niedriges Erdgeschoss mit Sandsteinwänden und Stichbogenöffnungen. Das höhere, verputzte Obergeschoss weist Rundbogenfenster auf und trägt ein Mansarddach. |      |
| Seifartshofstraße 25 (Standort) Villa D-4-63-000-774                           | Die neuklassizistische Villa baute 1893 der Maurermeister Hermann Kühn für den Privatier Moritz Kaufmann. Das dreigeschossige Wohnhaus besitzt ein flaches Walmdach und eine Fassade aus Ziegel und Sandsteingliederungen. Das Erdgeschoss ist als Hochparterre auf dem aus Sandsteinen bestehenden Kellergeschoss errichtet. Das zweite Obergeschoss ist als Mezzanin und die Dachtraufe als Konsolfries ausgeführt. Die dreiachsige Straßenfassade wird durch einen verputzten, zweigeschossigen Erker und umlaufende Gesimse gegliedert. An der Grundstückseinfahrt ist die Gebäudeecke durch einen Vorbau gekappt, der durch eine Verdachung des Obergeschossfensters und eine welsche Haube mit Laterne gekennzeichnet ist. Daneben ist auf der Querseite eine zweigeschossige, allseitig verglaste Holzveranda angeordnet, deren Fachwerk Rundbögen, Andreaskreuze und Brettbaluster aufweist. |      |
| Seifartshofstraße 34 (Standort) Wohnhaus D-4-63-000-465                        | Im Jahr 1879 errichtete die Baufirma Carl Wetter & Reinhold Gräfe das zweigeschossige klassizisierende Wohnhaus. Das traufständige, sechsachsige Gebäude weist ein verschiefertes Mansarddach mit pilastergerahmten Fenster auf. Pilaster und Gesimse gliedern die Straßenfassade. Die Brüstungen im Obergeschoss zieren Ornamente. Das Haueingangsportal auf der rechten Seite kennzeichnen die ursprüngliche zweiflügelige Haustür mit Oberlicht. Darüber ist im Obergeschoss ein Fenster mit dreieckiger Verdachung angeordnet. Auf der linken Seite ist ein flacher, zweiachsiger, gerahmter Risalit mit zwei Rundbogenfenstern im Obergeschoss vorhanden. Die übrigen Fenster sind rechteckig ausgebildet. |      |

## Sonntagsanger
| Adresse Bezeichnung Akten-Nr.                                                                        | Beschreibung | Foto |
| --- | --- | ---- |
| Sonntagsanger (Lage)                                                                                 | Der Sonntagsanger verläuft seit 1859 zwischen der Werrabahn und der Itz. Die Straße führt vom Schlachthof zur Judengasse. Das Name ist wohl auf das ursprüngliche Gras- und Ackerland zurückführbar, das von den Coburger Einwohnern für einen Sonntagsausflug genutzt wurde. |      |
| Sonntagsanger 5/5 a (Standort) Doppelwohnhaus D-4-63-000-466                                         | Der Baumeister Bernhard Brockardt erbaute 1891 das Doppelwohnhaus im Stil der Neurenaissance. Das zweigeschossige Mansarddachhaus ist durch eine Symmetrieachse gekennzeichnet. Die Fassade besteht aus Ziegelsteinen und Sandsteingliederungen. Sie ist in der Straßenfront durch einen mittigen, zweigeschossigen Doppelerker und beidseitig durch zweiachsige Eckrisalite mit Zwerchhäusern gegliedert. Die Ecken zieren bossierte Quader. Rückwärtig schließt auf beiden Seiten je ein dreiachsiges Flügelgebäude an, das ein Walmdach mit zwei Hausgauben besitzt und in der Mitte den Hauseingang mit Treppenhaus aufnimmt. Markant sind die Ädikulaaufsätze der Zwerchgiebel, selten die segmentbogigen Entlastungsbögen über den seitlichen Fenstern im Erdgeschoss. |      |
| Sonntagsanger 8 (Standort) Wohnhaus D-4-63-000-467                                                   | Im Jahr 1891 beauftragte der Privatier Alwin Hartung den Baumeister Bernhard Brockardt mit dem Bau des Neurenaissance-Eckhauses am Fußgängersteg über die Itz. Das zweigeschossige Walmdachhaus besitzt eine Ziegelsteinfassade mit Sandsteingliederungen. Am Sonntagsanger mit der Gebäudeschmalseite ist ein achteckiger, dreigeschossiger Turm mit schmalen Fenstern angeordnet, der ursprünglich eine welsche Haube hatte und seit 1951 mit einem flachen Pyramidendach ausgestattet ist. Die Fenster des ersten Turm-Obergeschosses zieren im Sturz Muschelnischen, darüber sind Segmentbogenfenster vorhanden. Mittelrisalite mit Zwerchgiebeln und Doppelfenstern mit Sturz und Aufsätzen strukturieren die Fassade. Die Erdgeschossfenster weisen teilweise oben ornamental betonte Entlastungsbögen mit Keilsteinen auf. Auf der Rückseite ist ein rechteckiger Treppenturm vorhanden, der bis 1951 ein pyramidenförmiges Helmdach besaß. Markant sind die hohen Schornsteine. |      |
| Sonntagsanger 9/10 (Standort) Doppelwohnhaus D-4-63-000-775                                          | Das achsensymmetrische Doppelwohnhaus baute Bernhard Brockardt 1891 für den israelitischen Lehrer und Prediger Simon Oppenheim (Nr. 9) und den Kaufmann Moritz Holzapfel (Nr. 10). Die Architektur und das Material Ziegel mit Sandsteingliederung ist ähnlich dem Haus Sonntagsanger 5/5a, allerdings einfacher gestaltet. Die in Gebäudemitte vierachsige Fassade wird beidseitig durch Eckrisalite mit Zwerchgiebeln gefasst. Ein niedriger Quadersockel und Band- sowie Profilgesimse geben der Fassade eine Horizontalgliederung. Beim Haus Nr. 10 sind noch die ursprünglichen in den Formen des Barocks rundbogig befensterten Zwerchgiebel vorhanden, bei Nr. 9 dagegen seit 1961 dreieckig mit geradem Abschluss gestaltet. |      |
| Sonntagsanger 17 (Standort) Ehem. Verwaltungs- und Wohngebäude Karosseriefabrik Trutz D-4-63-000-776 | Das ehemalige Verwaltungs- und Wohngebäude entstand 1891 für die Karosseriefabrik N. Trutz nach einem Entwurf von Hans Rothbart zweigeschossig in Ziegel mit Sandsteingliederungen auf Quadersockel. Im Jahr 1963 folgte ein umfangreicher Umbau. Dabei wurde das Gebäude um eine Etage aufgestockt und mit einem flachen Walmdach versehen. Die vierachsige, mehrfachabgestufte Straßenfassade ist durch einen zweiachsigen Mittelrisalit gekennzeichnet, rechts ist das Treppenhaus angeordnet. 2021 erfolgte im Rahmen des Umbaus für eine Hotelanlage eine Sanierung. |      |
| Sonntagsanger 18 (Standort) Ehem. Verwaltungsgebäude Karosseriefabrik N. Trutz D-4-63-000-776        | Die 1901 vom Baumeister Bernhard Brockardt für den Hofwagenfabrikanten Nicolaus Trutz errichtete Ausstellungs- und Verkaufshalle ist als Wirtschaftsbau eins der seltenen technischen Denkmale in Coburg. Der zweigeschossige Flachbau hat ein Pyramidendach sowie eine Ziegelfassade mit Sandsteingliederungen und drei zu drei Achsen. Fensterpfeiler mit vorgesetzten toskanischen kolossalen Pilastern und Profilgesimse mit glattem Architrav gliedern die Pavillonfassade. 2021 erfolgte der Umbau zu einem Einkaufsmarkt. |      |

## Spitalgasse
| Adresse            | Beschreibung | Foto |
| ------------------ | --- | ---- |
| Spitalgasse (Lage) | Die Spitalgasse verbindet den Markt Richtung Norden mit dem Spitaltor, vor dem früher das Georgenspital stand. 1396 wurde die breite Gasse als Teil der Handelsroute von Nürnberg nach Leipzig erstmals namentlich erwähnt und war schon 1397 gepflastert. Die planmäßige Anlage der Straße erfolgte im 13. und 14. Jahrhundert. Die Hauptgeschäftsstraße Coburgs kennzeichnet repräsentative Bürgerhausfassaden. Bei den Handels- und Wohngebäuden, ehemals auch Gasthäuser, ist auch Barockarchitektur zu finden. |      |

| Adresse Bezeichnung Akten-Nr.                                    | Beschreibung | Foto |
| ---------------------------------------------------------------- | --- | ---- |
| Spitalgasse 1 (Standort) Wohn- und Geschäftshaus D-4-63-000-468  | Das dreigeschossige Geschäftshaus entstand um 1800, über einem älteren Kern. 1876 wurde der Umbau für einen zweiten Laden und einen Hofanbau veranlasst. Dabei wurde in der Erdgeschossfassade eine mittige Haustür zwischen zwei profilierten Stützen und stichbogigen Schaufenstern eingebaut. 1881 folgte die Verlegung des Treppenhauses von Hausmitte nach Hinten, 1900 die entsprechende Vergrößerung der Ladenfläche. Das Mansarddachhaus weist in der Straßenfront ein massives Erdgeschoss und verputztes Fachwerk in den Obergeschossen auf. Im ersten Obergeschoss sind die sechs schlichten Fenster auf einer hohen Brüstung mit gemeinsamer Bank und Sturz angeordnet. Im zweiten Obergeschoss enden die Fenster knapp unter der Traufschwelle des Daches, das ein zweiachsiges Zwerchhaus mit einem Giebeldach besitzt. |      |
| Spitalgasse 2 (Standort) Wohn- und Geschäftshaus D-4-63-000-469  | Das ursprünglich im 16. oder 17. Jahrhundert gebaute dreigeschossige Traufseithaus erfuhr 1830 für den Weinhändler Johann Friedrich eine Umgestaltung. Dabei wurden unter anderem in den beiden Obergeschossen jeweils zwei zusätzliche Fenster eingebaut. Bei dem nächsten Umbau der Fassade im Jahr 1865 kam es dann zu einer Verringerung um ein Fenster. 1904 ließ der Kaufmann Adolf Alkan das Haus im Erdgeschoss für einen Laden entkernen. 1909 folgten im Rahmen der Vergrößerung von Ladenflächen umfangreiche Baumaßnahmen im ersten Obergeschoss. Die Fassadenbereiche im Ober- und Erdgeschoss, mit den Schaufensteranlagen, erfuhren 1959 eine Neugestaltung, und im Jahr 1997 erneute Änderungen. Das heutige Geschäftshaus besitzt in den Obergeschossen eine verputzte Fachwerkkonstruktion als Fassade. Das zweite Obergeschoss mit fünf Fensterachsen steht auf Schwellbalken über und wird von einem profilierten Traufbalken oben abgeschlossen. Mittig ist im Satteldach ein zweiachsiges Zwerchhaus mit einem Dreiecksgiebel angeordnet. |      |
| Spitalgasse 3 (Standort)                                         | (Im Jahr 1511 wurde das heutige Geschäftshaus errichtet. 1609 ist eine Baumaßnahme datiert, die heutige Fassade stammt von Carl Kleemann, der 1885 einen umfangreichen Umbau im Auftrag des Kaufmanns Bruno Clemens durchführte. In dem Haus wohnte unter anderem Hans Morgenthau. Eine Umgestaltung der Fassade im Erdgeschoss geschah 1949 für das Coburger Bedarfsartikel-Haus. 1962 kam es für die Firma Elektro-Trommer zu einem Komplettumbau dem für einen Drogeriemarkt 1996 ein weiterer folgte, der auch den Abbruch und Neubau des Rückgebäudes umfasste. Über der modern gestalteten Erdgeschossfassade des dreigeschossigen Geschäftshauses ist im Kontrast eine in den reichen Formen der nordischen Renaissance gestaltete Natursteinfassade angeordnet, die fünf Achsen und eine Bänderung an den Enden aufweist. Das erste Obergeschoss zieren über den Fenstern wechselnd dreieckige, segmentbogige und mit Beschlagwerk ornamentierte Bekrönungen auf ionischen Pilastern. Das zweite Obergeschoss, vom ersten durch ein Gesims auf Konsolen getrennt, kennzeichnen zwischen den Fenstern stehende Pilaster mit Beschlagwerk. Die Fenster besitzen profilierte geohrte Rahmen mit Keilsteinen. Die Fassade wird von einem zweigeschossigen, dreiachsigen Zwerchhaus mit einer Fenstergestaltung wie im zweiten Obergeschossen fortgesetzt und von einer ovalen Kartusche, Rollwerkstützen und halbbogigem Aufsatz abgeschlossen.) Das Gebäude wird in der Liste vom 30. Oktober 2013 nicht mehr geführt. |      |
| Spitalgasse 4 (Standort) Wohn- und Geschäftshaus D-4-63-000-471  | Das dreigeschossige Geschäftshaus ließ sich die Emilie Elisabeth, die Witwe des Handelsmannes Johann Michael Sittig, im Jahr 1739 errichten. Ernst Cyriaci beschreibt in seinem Hausbuch von 1700 den Vorgängerbau mit drei Stockwerken, vier Stuben, einem Laden, einem Keller und einen Stall. 1905 folgte eine Umgestaltung der Erdgeschossfassade und der Einbau zweier neuer Treppenhäuser. Von 1954 bis 2004 hatte das Ledergeschäft Herzog im Erdgeschoss sein Geschäft. In dem Zeitabschnitt kam es 1955 zu Umbaumaßnahmen für eine Erweiterung der Ladenflächen. Dabei wurde auch das barocke Rundbogenportal im Erdgeschoss, dessen Schlussstein die Jahreszahl 1739 trägt, abgebaut und bei den Garagen des Edinburgh-Palais am Schlossplatz 5 in die Futtermauer eingebaut. 1963 wurde noch das Rückgebäude im Erdgeschoss entkernt und 2004 wurden für einen Buchladen neben der Erneuerung der Schaufenster auch die Nebengebäude abgebrochen. Das traufständige Mansarddachhaus weist in den Obergeschossen eine verputzte Fachwerkkonstruktion mit aufstuckierter Spätrégencedekoration auf. Die Fensterbrüstungen ziert spätes Bandelwerk, im ersten Obergeschoss besitzen die Stürze der beiden mittleren Fenster Baldachinmotive, die übrigen vier symmetrische Gitterfelder mit Kartuschen. An den Rändern der Straßenfassade sind genutete Ecklisenen vorhanden. Das massive Erdgeschoss, heute modern gestaltet, stand durch das ursprüngliche Barockportal im Kontrast zu den Obergeschossen. Den Abschluss bildet oben ein zweiachsiges Zwerchhaus mit einem Schweifgiebel und beidseitigen Hausgauben. |      |
| Spitalgasse 5 (Standort)                                         | (Im 18. Jahrhundert entstand das heutige dreigeschossige Geschäftshaus, das einen Kern aus dem 16. oder 17. Jahrhundert besitzt. Es ist typisch für die Coburger Bürgerhäuser des 18. Jahrhunderts. Von dem Gebäude ist eine Vielzahl von Umbaumaßnahmen dokumentiert. Die erste im Jahr 1860, als die Buchhändlerwitwe Eleonore Weiß den Stall im Rückgebäude zu einer Wohnung ausbauen ließ und 1874 veranlasste sie, dass im Erdgeschoss im Rahmen des Einbaus von zwei Läden die Fassade umgestaltet wurde. 1913 beauftragte der Hofuhrenmacher Richard Marpert eine Ladenvergrößerung und die Versetzung des Hauseingangs und -flures nach links. 1931 folgte die Erweiterung des Ladens in das erste Obergeschoss. In den 1950er kam es zu weiteren Vergrößerungen des Ladens mit Neugestaltung der Schaufenster. Letztmals wurde 2002 die Fassade im Erdgeschoss umgestaltet. Das Traufseithaus weist sechs Fensterachsen und ein hohes Satteldach auf. Die regelmäßige und schlichte Putzfassade vor einer Fachwerkkonstruktion in den Obergeschossen ist durch einen hohen vertikalen Fensterabstand gekennzeichnet. In der Mitte ist ein zweiachsiges Zwerchhaus mit beidseitigen Gauben angeordnet.) Das Gebäude wird in der Liste vom 30. Oktober 2013 nicht mehr geführt. |      |
| Spitalgasse 9 (Standort) Wohn- und Geschäftshaus D-4-63-000-778  | Das dreigeschossige, schmale Geschäftshaus wurde in seiner heutigen Form im 18. Jahrhundert errichtet. In seinem Kern ist es älter. Das Zwerchhaus ließ sich 1837 die Schuhmachermeisterwitwe Helene Beer bauen. 1873 beauftragte der Mützenfabrikanten Anton Leonhardt den Umbau des Erdgeschosses mit einer neuen Fassade, drei weitere Baumaßnahmen sind bis 1938 dokumentiert. 1948 kam es für eine Eisdiele zu einer erneuten Fassadenumgestaltung, 1968 zu einem kompletten Umbau für einen Fischimbiss, dem 1981, 1992 und 2002 weitere Änderungen, insbesondere der Fassade, folgten. Das traufständige, dreiachsige Mansarddachhaus weist in den Obergeschossen eine Putzfassade vor einer Fachwerkkonstruktion auf. Das zweite Obergeschoss springt gegenüber dem ersten etwas vor, das erste ist zum massiven, modern gestalteten Erdgeschoss leicht zurückgesetzt. Ein markanter Dreiecksgiebel schließt das zweiachsige Zwerchhaus oben ab. |      |
| Spitalgasse 10 (Standort) Wohn- und Geschäftshaus D-4-63-000-472 | Das im 18. Jahrhundert errichtete dreigeschossige Geschäftshaus besitzt einen Vorgängerbau, der im Jahr 1700 mit drei Stockwerken, vier Stuben, einem Gewölbe und einem Keller beschrieben wird. Umbaumaßnahmen, insbesondere im Erdgeschoss, kamen unter anderem 1878 für den Kaufmann Samuel Fechheimer, 1955 und 1992 zur Ausführung. Über dem modern gestalteten, massiven Erdgeschoss ist in den Obergeschossen eine sechsachsige, verputzte Fachwerkkonstruktion vorhanden. Die Fenster im ersten Obergeschoss sind als Band mit durchgehender Bank und Sturz gestaltet. Im zweiten Obergeschoss gibt es ebenfalls eine durchgehende Fensterbank, allerdings wegen der Dachschwelle keinen Sturz. Die beiden Fenster des mittigen Zwerchhauses sind analog angeordnet. Das Zwerchhaus wird oben durch einen flachen Dreiecksgiebel abgeschlossen und beidseitig von jeweils einer Hausgaube flankiert. |      |
| Spitalgasse 12 (Standort) Wohn- und Geschäftshaus D-4-63-000-124 | siehe Herrngasse 3 |      |
| Spitalgasse 13 (Standort) Wohn- und Geschäftshaus D-4-63-000-779 | Das dreigeschossige Geschäftshaus entstand 1532. In den Hausbüchern von Ernst Cyriaci wird 1678 ein altes Bauwerk mit drei Stockwerken, drei Stuben, einem Laden und einem Keller genannt. Einen größeren Umbau erlebte das Vorderhaus im 17. oder 18. Jahrhundert, als im 4,3 Meter hohen Laden eine Zwischendecke eingezogen wurde. Im Jahr 1848 folgte eine Umgestaltung der Fassade im Erdgeschoss, 1870 wurde ein Backofen für den Bäcker Heinrich Sollmann eingebaut. 1959 kam es für eine Eisdiele zu einer bereichsweisen Entkernung des Erdgeschosses, wobei die Zwischendecke wieder entfernt wurde, vierzig Jahre später erweiterte der Besitzer das Cafe ins erste Obergeschoss. Das schmale Traufseithaus besitzt in den Obergeschossen eine verputzte Fachwerkfassade. Die Trennung zwischen dem ersten Obergeschoss, mit seinen als Band mit gemeinsamem Rahmen und hoher Brüstung gestalteten vier Fenstern, zum modern veränderten Erdgeschoss bildet die Schwelle des auskragenden ersten Obergeschosses. Das zweite Obergeschoss ist wiederum gegenüber dem ersten nach vorne versetzt. Dessen drei Fenster sind direkt unter der Dachschwelle angeordnet. Das hohe Satteldach weist keine Gauben auf. Die Erschließung erfolgt durch einen links angeordneten Hausflur mit Durchgang zu den Rückgebäuden. |      |
| Spitalgasse 14 (Standort)                                        | (Für den Neubau des Kaufhauses „Mohren“ wurde 1975 das Haus Spitalgasse 14, die ehemalige Gastwirtschaft „Zum Bären“, abgerissen. Nur das Hausportal aus dem frühen 18. Jahrhundert blieb erhalten und wurde in die Große Johannisgasse versetzt. Das besteht aus einem Gewände mit zwei Pfeilern mit Metopenkapitell und Tropfen, die die Reste eines Segmentbogengiebels tragen, und das Portal einfassen. Das korbbogige, zweiflügelige Portal besitzt profilierte Kämpfer und einen faszierten Bogen, der ein rautenförmig vergittertes Oberlicht einrahmt. Der Giebelarchitrav über dem Portal ist durch ein mittig angeordnetes, sogenanntes Hauszeichen gekennzeichnet, ein Relief das einen Bären darstellt und die Bezeichnung „1763 MS“ trägt.) Das Objekt wird in der Liste vom 30. Oktober 2013 nicht mehr geführt. |      |
| Spitalgasse 15 (Standort) Wohn- und Geschäftshaus D-4-63-000-781 | Das im 16. Jahrhundert erbaute viergeschossige Geschäftshaus ist sehr schmal und durch einen links angeordneten Hausflur mit Durchgang zu den Rückgebäuden erschlossen. Es wurde 1867 für den Metzgermeister Carl Hellermann durch den Einbau von zwei seitlichen Eingängen und ein mittiges Ladenfenster im Erdgeschoss umgestaltet. Im Jahr 1908 folgte der Abbruch und Neubau der Nebengebäude und einer Treppe im Hintergebäude. Ladenvergrößerungen bedingten 1937 und 1986 unter anderem auch Schaufensteränderungen im Erdgeschoss. Das dreiachsige Traufseithaus besitzt eine verputzte Fachwerkfassade, die im zweiten und dritten Obergeschoss deutlich übersteht. In diesen Etagen sind die Fenster links als Doppelfenster ausgebildet. Das erste Obergeschoss ist vom massiven, modern gestalteten Erdgeschoss durch ein Konsolgesims getrennt. Zur Einhaltung der Firsthöhe hat das Haus ein flach geneigtes Satteldach, das in der Spitalgasse von zwei Gauben durchdrungen wird. Im Innern weist das Gebäude einen tonnengewölbten Keller auf. |      |
| Spitalgasse 16 (Standort)                                        | (Das dreigeschossige Wohn- und Geschäftshaus an der Ecke zur Großen Johannisgasse wurde vermutlich im späten 18. Jahrhundert an Stelle eines zweigeschossigen, im Jahr 1700 dokumentierten Hauses errichtet. Mit seiner langen Fassade in der Großen Johannisgasse zeigt es als typisches Beispiel für die Häuser in der Spitalgasse, dass die oft auf einem schmalen und tiefen Grundstück mit Rückgebäuden gebaut wurden. Im Jahr 1871 veranlasste der Kaufmann Friedrich August Heyn die Neugestaltung des Ladens und der Fassade im Erdgeschoss. Weitere Änderungen folgten 1914 und 1955. 1974 kam es zur Entkernung des ersten Obergeschosses im Rahmen der Erweiterung der Verkaufsflächen und Anfang der 1990er Jahre zu weiteren Umbauten. Das Mansarddachhaus weist in der Spitalgasse eine kurze, zweiachsige Traufseite mit einem Zwerchhaus auf. Die Giebelseite in der Großen Johannesgasse besitzt fünf Achsen. Das anschließende traufständige Rückgebäude hat bei gleicher Geschossteilung und Fassadengestaltung vier Achsen.) Das Gebäude wird in der Liste vom 30. Oktober 2013 nicht mehr geführt. |      |
| Spitalgasse 17 (Standort) Wohn- und Geschäftshaus D-4-63-000-883 | Aus dem späten Mittelalter stammt der Kern des viergeschossigen Traufseithauses, das als Geschäfts- und Wohnhaus genutzt wird. Um 1800 kam es zu einem umfangreichen Umbau und der heutigen Fassadengliederung. Der Dachgeschossausbau folgte 1909 und größere Baumaßnahmen im Erdgeschoss 1933, als zwei kleine Läden zu einem großen zusammengefasst wurden. Im Jahr 1990 wurden schließlich das Erdgeschoss einschließlich Fassade und das erste Obergeschoss für ein Juweliergeschäft neu gestaltet. Das vierachsige Gebäude ist ein Fachwerkhaus mit einem massiven Erdgeschoss. Die verputzten Obergeschosse weisen in der ersten und zweiten Etage Fenster mit Kreuzstock auf, die Erdgeschossfassade ist modern gestaltet. Im Gebäudeinnern sind noch Stuckdecken und Treppen mit gedrechselten und brettförmigen Balustern vorhanden. |      |
| Spitalgasse 19 (Standort) Ehem. Kaufhaus D-4-63-000-884          | Das Wohn-, Büro und Geschäftshaus wurde von 1908 bis 1910 als Kaufhaus M. Conitzer & Söhne errichtet. Den reich gegliederten, dreigeschossigen Jugendstilbau mit Sattel- und Mansarddach sowie geschwungenem Zwerchhausgiebel plante Max Böhme. Es ist ein bedeutendes Beispiel für Architektur von Kaufhäusern Anfang des 20. Jahrhunderts. |      |
| Spitalgasse 20 (Standort) Wohn- und Geschäftshaus D-4-63-000-474 | Das dreigeschossige Wohn- und Geschäftshaus steht an der Ecke zur Kleinen Johannisgasse. Sein Alter ist nicht bekannt, das zugehörige Rückgebäude wird im Kern dem Spätmittelalter zugeordnet. Umbaumaßnahmen für den Laden im Erdgeschoss sind für 1929 belegt. Im Jahr 1953 kamen Baumaßnahmen zur Vergrößerung der Verkaufsflächen, auch im ersten Obergeschoss, und ein neues Treppenhaus im Rückgebäude zur Ausführung. In den Jahren 1965, 1988 und 1992 folgten weitere Änderungen des Erdgeschosses. Die Gestaltung des Gebäudes wird wohl im 18. oder frühen 19. Jahrhundert erfolgt sein. Das Traufseithaus hat ein hohes, dreigeschossiges, nicht ausgebautes Satteldach mit wenigen Dachfenstern. Die sechsachsige Putzfassade hinter einer Fachwerkkonstruktion besitzt zwischen Erdgeschoss und erstem Obergeschoss ein profiliertes Bandgesims, das zweite Obergeschoss springt leicht vor und deren Fenster sitzen knapp unterhalb der Dachschwelle. Das massive, zeitgemäß ausgebaute Erdgeschoss ist durch Segmentbogenfenster gekennzeichnet. Das in der Kleinen Johannisgasse anschließende lang gestreckte Hinterhaus ist ein dreigeschossiges traufständiges Gebäude, dessen erstes Obergeschoss stark zurück springt. |      |
| Spitalgasse 21 (Standort)                                        | (Das dreigeschossige Geschäftshaus wurde 1819 errichtet. Zu Umbauten, insbesondere im Erdgeschoss kam es 1899, 1919 und 1936. Im Jahr 1968 wurden das Erdgeschoss und erste Obergeschoss für eine Geschäftsbank ausgebaut. Von 1991 bis 1993 folgte für eine Buchhandlung ein weiterer Umbau einschließlich des zweiten Obergeschosses sowie der Abbruch und Neubau der Neben- und Rückgebäude, die aus dem Jahr 1887 stammten. Die Straßenfassade besteht aus einem modern gestalteten Erdgeschoss und in den Obergeschossen aus einer in Coburg selten vorkommenden zehnachsigen Putzfassade vor einer Fachwerkkonstruktion. Die Kreuzstockfenster weisen in der Mitte einen größeren Abstand auf, wahrscheinlich wurden in dem Gebäude zwei Häuser zusammengefasst. Unterhalb vom zweiten Obergeschoss ist ein Profilgesims und seitlich sind Eckbänderungen vorhanden. Die sechs Hausgauben des traufständigen Satteldaches haben eine nach oben verjüngende Anordnung.) Das Gebäude wird in der Liste vom 30. Oktober 2013 nicht mehr geführt. |      |
| Spitalgasse 22 (Standort) Wohn- und Geschäftshaus D-4-63-000-475 | Der bauliche Kern des dreigeschossigen Wohn- und Geschäftshauses an der Ecke zur Kleinen Johannisgasse wird in das Spätmittelalter datiert. Mit der Gründung einer Apotheke folgte 1727 ein umfassender Umbau. 1897 kam es zur Versetzung des Hauseingangs an die Kleine Johannisgasse und 1909 veranlasste der Apotheker Moritz Schaller eine Erweiterung der Apothekenräume. Weitere Umbauten folgten 1924 und 1954. Anfang der 1970er Jahre wurden das Rückgebäude und das Treppenhaus des Vorderhauses durch Neubauten ersetzt. Im Erdgeschoss weist das Eckhaus eine massive Sandsteinfassade mit Segmentbogenfenstern und -türen mit exakt geschnittenen Quadern auf. Der Schlussstein des rechten Bogens zeigt einen Mohrenkopf und die Jahreszahl 1727, die beiden anderen Schlusssteine zieren Hausmarken. Die beiden sechsachsigen Obergeschosse besitzen eine verputzte Fassade. In der Johannis Gasse sind für das 18. Jahrhundert typische Eckdurchfensterungen vorhanden. Zwei Hausgauben durchdringen das Walmdach. Die Apothekenräume haben ein durchgehendes, dreischiffig unterteiltes Kreuzgratgewölbe, das auf Pfeilern ruht. |      |
| Spitalgasse 25 (Standort) Wohn- und Geschäftshaus D-4-63-000-886 | Das Anwesen, Wohn- und Geschäftshäuser, besteht aus dem Vorderhaus, einem Seitenflügel und einem Rückgebäude. Das Vorderhaus, ein dreigeschossiges Eckgebäude zur Gasse Mauer (Adresse:Mauer 28), wurde vermutlich im 16. oder 17. Jahrhundert errichtet. Die Erhöhung der Ladenanzahl auf drei führte dort 1896 zu größeren Umbaumaßnahmen. Dabei wurde ein mittiges Renaissanceportal entfernt. Zeitgleich kam es zum Ausbau des Dachgeschosses mit einer sechsachsigen Schleppgaube. Nachdem 1908 die Treppenhäuser in den Seitenflügel verlegt worden waren veranlasste der Hoflieferant Gustav Nonnenmacher 1919 die erneute Umgestaltung der Schaufenster sowie die Erweiterung eines Ladens in den Innenhof. 1953 folgte der Einbau einer Passage und 1963 die komplette Entkernung des Erdgeschosses, wobei Steinarkaden und der darüber stehende Arkadengang entfernt wurden. Das Eckhaus ist als Traufseithaus mit sieben Fensterachsen ausgeführt. Die Putzfassade oberhalb des modern gestalteten Erdgeschosses kennzeichnen kolossale Putzpilaster und gefelderte Brüstungen im zweiten Obergeschoss sowie als oberer Abschluss ein Konsoltraufgesims. Die Fassade des Giebels besitzt vier Fensterachsen, wobei Profilrahmen und Sturzgesims die Fenster im 1. Obergeschoss betonen. |      |
| Spitalgasse 26 (Standort) Wohn- und Geschäftshaus D-4-63-000-476 | Drei Geschosse besitzt das Wohn- und Geschäftshaus aus dem frühen 19. Jahrhundert. Im Jahr 1857 veranlasste der Buchbinder August Hermann den Einbau eines Ladens im Erdgeschoss. Weitere Umbauten im Erdgeschoss folgten 1901 für den Hoflieferanten Fritz Hermann, der auch das viergeschossige Rückgebäude neu errichten ließ, und 1976 eine Umgestaltung der Ladenfassade. Markant am fünfachsigen Traufseithaus ist die Straßenfassade, die in den Obergeschossen aus unverputztem Ziegelmauerwerk besteht, das seitlich durch eine Eckbänderung aus Sandstein eingefasst ist. Zumindest ab dem zweiten Obergeschoss, mit den direkt unter der Dachschwelle sitzenden Fenstern, ist hinter der Ziegelkaschierung ein Fachwerk vorhanden. Beidseitig des dreiachsigen Zwerchhauses ist jeweils eine Hausgaube angeordnet. |      |
| Spitalgasse 28 (Standort)                                        | (Das dreigeschossige Wohn- und Geschäftshaus ließ sich die Bäckerfamilie Kraft 1799/1800 bauen. Umbauten im Erdgeschoss für eine Schaufensteranlage folgten 1904. Zu Erweiterungen der Ladenbereiche mit entsprechend umfangreichen Baumaßnahmen kam es außerdem 1969, 1980 und 1998. Die Straßenfassade des Mansarddachhauses besteht aus einem massiven Erdgeschoss, das inzwischen mit einer Passage modern ausgebaut ist. Die Obergeschosse besitzen eine fünfachsige, verputzte Fachwerkfassade, die beidseitig durch Nutungen eingerahmt ist. Die Fenster im ersten Obergeschoss sind gekennzeichnet durch aufgeputzte Segmentbögen mit Keilsteinen und hohe Brüstungen. Im zweiten Obergeschoss sind die Fenster direkt unter der Traufe angeordnet. Das Dachgeschoss, das 1946/47 ausgebaut und durch eine Treppe erschlossen wurde, hat eine dreiachsige Schleppgaube. Das rückwärtige Nebengebäude weist in den Obergeschossen Laubengänge auf.) Das Gebäude wird in der Liste vom 30. Oktober 2013 nicht mehr geführt. |      |
| Spitalgasse 29 (Standort) Wohn- und Geschäftshaus D-4-63-000-887 | Das Baujahr des ersten Hauses an der Ecke zur Mohrenstraße, dessen Rückgebäude bis zur Mauer reicht, ist nicht belegt. Dokumentiert sind erste Umbaumaßnahmen an dem heute dreigeschossigen Wohn- und Geschäftshaus für das Jahr 1891, als der Seifensieder Hermann Heinze einen Laden einbauen ließ. Weitere Läden folgten Anfang des 20. Jahrhunderts auf Veranlassung des Handschuhfabrikanten Richard Heß. Dabei wurden unter anderem die korbbogigen Schaufenster im zweiten Obergeschoss eingerichtet. Zusätzliche Erweiterungen und Umbauten kamen in den folgenden Jahrzehnten zur Ausführung. Der Gebäudekomplex mit einem Mansarddach weist oberhalb des gebänderten Erdgeschosses ein umlaufendes Profilgesims auf. In der Spitalgasse besitzt die Fassade zwei Fensterachsen, im ersten Obergeschoss aus zwei größeren Korbbogenfenstern mit Profilrahmen und Keilsteinen und im zweiten Obergeschoss aus zwei Fensterpaaren bestehend. Das Dachgeschoss hat einen segmentbogigen zweiachsigen Zwerchgiebel. Die Nordfassade ist gekennzeichnet durch den fünfachsigen Hauptgiebel und rechts durch eine fünf- bis sechsachsigen Fassade des Rückgebäudes. Im ersten Obergeschoss werden die Korbbogenfenster der Spitalgasse fortgesetzt. Die Dachtraufe in der Spitalgasse tritt als Profilgesims in Erscheinung. Ein Zwerchgiebel mit einer Lünette schließt die Fassade auf der rechten Nordseite oben ab. |      |
| Spitalgasse 30 (Standort) Wohn- und Geschäftshaus D-4-63-000-888 | Das viergeschossige Wohn- und Geschäftshaus steht an der Ecke zur Gasse Kleine Mauer. Es wurde wohl im 16. oder 17. Jahrhundert neben dem Spitaltor gebaut. Im 18. Jahrhundert folgte die Aufstockung um eine Etage. Den ersten dokumentierten Umbauten des Erdgeschosses im Jahr 1832 für den Uhrmacher Gottfried Kunz folgten im 20. Jahrhundert weitere mehr oder weniger umfangreiche, zuletzt im Jahr 1998. Die Straßenfront besitzt eine fünfachsige Fassade mit einem Profilgesims zwischen dem ersten und zweiten Obergeschoss und einer Putzquaderung. Im Erdgeschoss ist ein Geschäft hinter drei Segmentbogenarkaden auf genuteten Pfeilern angeordnet. Zwei Schleppgauben hat das Dachgeschoss. In der Seitengasse sind spätgotische Rechteckfenster mit Wulstprofil und Stab markant. Im Innern sind ein Tonnengewölbe aus rohbehauenen Feldsteinen im Keller und in den Obergeschossen barocke Stuckdecken erwähnenswert. Das Rückgebäude ist ein sogenannter Zwickersturm aus dem 17. Jahrhundert, mit Kern aus dem Stadtmauerbau im 13. Jahrhundert. Das zwischen den Häusern 28 und 30 eingezwickte (eingeklemmte) Gebäude diente als Wachturm und besitzt einen Hocheinstieg in 2,25 Meter Höhe. Der Turm weist unten ein Sandsteinquaderwerk auf, oben Fachwerk und wird durch einen zurückspringenden oktogonalen Aufbau mit Zeltdach abgeschlossen. |      |

## Spitaltor
| Adresse Bezeichnung Akten-Nr.                | Beschreibung | Foto |
| -------------------------------------------- | --- | ---- |
| Spitaltor (Standort) Stadttor D-4-63-000-478 | Das Spitaltor wurde im 13. oder 14. Jahrhundert als nördliches Stadttor errichtet. Der sechsgeschossige Torturm besitzt eine spitzbogige Durchfahrt und einen ungefähr quadratischen Grundriss. Das Obergeschoss ist seit einem Brand im Jahr 1685 massiv und mit einem achteckigen Grundriss ausgeführt. Darauf steht eine hochgezogene, laternenbekrönte welsche Haube. Die beiden seitlichen Fußgängerdurchlässe wurden 1937 angelegt. |      |

## Steingasse
| Adresse           | Beschreibung | Foto |
| ----------------- | --- | ---- |
| Steingasse (Lage) | Die Steingasse führt vom Marktplatz Richtung Osten zur Ehrenburg, ursprünglich zum ehemaligen Steintor. 1393 wurde die Steingasse erstmals namentlich erwähnt. Die Bezeichnung lässt sich auf die Befestigung mit Pflastersteinen zurückführen, von der 1398 berichtet wird. Ihre Bedeutung wuchs seit dem 16. Jahrhundert durch den Hauptzugang zur Ehrenburg. Die Veränderungen in der historischen Bausubstanz sind in der Steingasse relativ gering, dies gilt insbesondere für die Erdgeschosse. Die Straße ist im westlichen Abschnitt durch eine dichte Bebauung gekennzeichnet, bestehend auf der Südseite aus einer Vielzahl von Giebelhäusern und auf der anderen Straßenseite aus Traufseithäusern. Den östlichen Abschnitt prägen Gebäude im größeren Maßstab, insbesondere die Straßenfront der Ehrenburg und gegenüberstehend das Ämtergebäude. |      |

| Adresse Bezeichnung Akten-Nr.                                                                | Beschreibung | Foto |
| -------------------------------------------------------------------------------------------- | --- | ---- |
| Steingasse 1/3 (Standort) Wohn- und Geschäftshaus D-4-63-000-479                             | Die beiden Kerne des vierstöckigen Wohn- und Geschäftshauses stammen aus dem 16. oder 17. Jahrhundert. Sie wurden Anfang des 19. Jahrhunderts unter einem Dach vereinigt. Haus Nr. 1 war zuvor ein Geschoss niedriger. Der Kaufmann Carl Knorr veranlasste 1883 den Ausbau des Erdgeschosses mit einem Laden und Schaufenstern in der Fassade. Das heutige Aussehen mit einer Passage stammt aus dem Jahr 1981, als das Erdgeschoss komplett umgebaut wurde. Die Erdgeschossfassade ist massiv ausgebildet, in den Obergeschossen eine verputzte Fachwerkkonstruktion vorhanden. Die beiden etwa gleich großen Häuser weisen jeweils in den Obergeschossen drei Fenster auf, die außer im dritten Obergeschoss mit Fensterbänken ausgestattet sind. Ein durchgehendes Gesims trennt die unteren drei Etagen, zwischen den beiden oberen ist ein Profilgesims in der Breite der sechs Fenster angeordnet. |      |
| Steingasse 2 (Standort) Wohn- und Geschäftshaus D-4-63-000-480                               | Das viergeschossige Wohn- und Geschäftshaus wurde wohl im 17. Jahrhundert errichtet. In den Obergeschossen zeigt die fünfachsige Fassade des Traufseithauses ein 1956 freigelegtes Fachwerk, das größtenteils ein rechtwinkliges Raster besitzt und aus dem 18. Jahrhundert stammt. In der Mitte ist ein zweigeschossiger, nachträglich eingebauter Kastenerker mit einem kleinen Walmdach angeordnet. Das massive Erdgeschoss weist links einen kleinen Okulus und rechts einen Laden mit zwei rundbogigen Fenstern auf. Der mittige Hauseingang besitzt ein Portal mit abgeschrägten Pfeilern, Kämpfern und einen Bogen mit Rundstabprofil. Die Haustür hat einen alten Türzieher und einen Anschlag als ionischer Pilaster. Die historische Struktur und die Innenausstattung des Hauses sind noch erstaunlich gut vorhanden. Im Inneren ist das Gebäude in den Obergeschossen durch Stuckdecken, teilweise mit Gemälden, und im Keller durch ein Tonnengewölbe gekennzeichnet. |      |
| Steingasse 5 (Standort)                                                                      | (Das Haus Steingasse 5 beherbergt seit 1998 das Stadtarchiv Coburgs. Ursprünglich stand dort, hinter dem heute noch vorhandenen Hofraum für Fuhrwerke, die Fässer und Getreide anlieferten, das städtische Brauhaus, das wohl 1666 errichtet wurde. Die links vom Eingang eingebaute Roll- bzw. Knorpelwerkkartusche stammt vom Vorgängerbau. Sie trägt unten das Meißner und Coburger Wappen und die Inschrift) „New erbauet bey geführten Stadt Regiment Herrn Bürgerm. Joh. Knauers Durch beide deß In- nern Raths Bawverordnet Hrn. Joh. Phillipp Döbnern Hrn. Jacob Klippern Oberungerldern Hrn. Joh. Mathias Klippern 1666“ Das Objekt wird in der Liste vom 30. Oktober 2013 nicht mehr geführt. |      |
| Steingasse 6 (Standort) Wohn- und Geschäftshaus D-4-63-000-482                               | Das dreigeschossige Wohn- und Geschäftshaus wird an der Nordseite auf das Jahr 1619 datiert. Das Traufseithaus steht an der Ecke zum Mittleren Kirchgäßlein. Es besitzt in den Obergeschossen eine verputzte Fachwerkfassade mit Geschossvorkragungen und ein massives Erdgeschoss. Die Fenster zur Steingasse sind in Gruppen von zwei und vier Achsen angeordnet. Das Erdgeschoss weist links einen 1887 für den Drechslermeister Caspar Döbrich eingerichteten Laden auf, der eine Eingangstür mit beidseitigen Ladenfenstern hat, die durch Pilaster und Architrav eingerahmt sind. Die Schleppgaube entstand 1961 anstelle zweier Hausgauben. Die Giebelfachwerkfassade der Obergeschosse des Haupthauses und der anschließende viergeschossige Seitenflügel im Kirchgässlein kragen weit aus. Der Seitenflügel besitzt zwei Fensterachsen und im Erdgeschoss den Hauseingang sowie zwei Segmentbogenfenster. |      |
| Steingasse 7 (Standort) Wohn- und Geschäftshaus D-4-63-000-483                               | Das dreigeschossige Mansarddachhaus wurde im 18. Jahrhundert errichtet. Im Erdgeschoss des Gebäudes war lange Zeit eine Bäckerei untergebracht. 1991 kaufte die Stadt Coburg das Anwesen und beabsichtigte darin, nach einer umfassenden Sanierung, unter anderem das Stadtmuseum unterzubringen. Dieses Vorhaben wurde aufgegeben und das Gebäude im Sommer 2014 an Privatpersonen veräußert. Das Fachwerkhaus weist eine verputzte Fassade in den Obergeschossen und massive Außenwände im Erdgeschoss auf. Die neubarock gestaltete Fassade des Vorderhauses zur Steingasse besitzt sechs Fensterachsen und ist vertikal gegliedert, durch Putzlisenen und gebänderte Pilaster an den Gebäudekanten. Horizontale Gestaltungselemente sind das Gesimsband zwischen Erdgeschoss und erstem Obergeschoss sowie die Brüstungsfelder unter den Fenstern. Im Erdgeschoss sind in Hausmitte die Haustür mit einem Türklopfer aus dem 18. Jahrhundert und ein Ladenfenster angeordnet, durch ionische Pilaster und gerades Gebälk eingerahmt. An der Westseite des Anwesens steht ein Seitenflügel mit einem korbbogigen Eingang und einem Keilstein mit der Jahreszahl 1741. Das Haus ist teilweise unterkellert und besitzt dort ein zweiteiliges Tonnengewölbe. |      |
| Steingasse 8 (Standort) Wohn- und Geschäftshaus D-4-63-000-782                               | Das dreigeschossige Wohn- und Geschäftshaus wurde vermutlich im 16. Jahrhundert errichtet. Das Giebelhaus, das erste von fünf nebeneinanderstehenden Gebäuden dieses Typs in der Steingasse, steht an der Ecke zum Mittleren Kirchgäßlein und besitzt in den Obergeschossen eine verputzte Fachwerkfassade mit fünf Fensterachsen. Die Erdgeschossgestaltung mit einer Steinfassade folgte 1725. Die ist durch einen mittleren Eingang mit einem Keilstein im Sturz sowie beidseitige, segmentbogige Schaufenster gekennzeichnet. Die vertikale Trennung erfolgt durch toskanische Pilaster, oben abgeschlossen durch ein Profilgesims. Auf der Traufseite im Mittleren Kirchgäßlein ist in der Fassade in jeder Etage ein Eckfenster vorhanden und auf Abstand weitere vier, bzw. fünf im Erdgeschoss, Fenster. Im zweiten Obergeschoss sind zwei als Kastenerker ausgebildet. 1829 wurde das Gebäude um ein Geschoss aufgestockt, wobei das ehemals steile Satteldach einen Knick erhielt. Insbesondere im 20. Jahrhundert kamen Umbauten im Erdgeschoss zur Ausführung. Dabei wurden unter anderem 1921 eine Kellertreppe im Treppenhaus und 1978 im Rahmen eines Ausbaus der Ladenräume eine Innentreppe eingebaut.                                       |      |
| Steingasse 9 (Standort) Wohn- und Geschäftshaus D-4-63-000-484                               | Die Fassade des schmalen Wohn- und Geschäftshauses stammt aus dem 18. Jahrhundert. Eventuell entstand das Gebäude im Rahmen der Überbauung einer Gasse, die einmal als nördliche Fortsetzung des Mittleren Kirchgäßleins die Steingasse mit der Herrngasse verband. Das viergeschossige, traufseitige Satteldachhaus weist einen engen keilförmigen Grundriss auf und ist auffallend schmal zwischen den größeren Nachbargebäuden. Es besitzt in der Straßenfront in jeder Etage drei Fenster, die durch einen gemeinsamen Profilrahmen zu einer Gruppe zusammengefasst sind, und im Dachgeschoss ein analog gestaltetes Zwerchhaus mit zwei Fenstern sowie einem spitzen Dreiecksgiebel. Die Fassade besteht in den Obergeschossen aus einer verputzten Fachwerkkonstruktion, strukturiert durch aufgeputzte quadrierte Lisenen an den Gebäudekanten. Das massive Erdgeschoss ist durch einen Laden gekennzeichnet, der 1839 eingebaut und 1893 umgebaut wurde. |      |
| Steingasse 10 (Standort) Wohn- und Geschäftshaus D-4-63-000-485                              | Das dreigeschossige Wohn- und Geschäftshaus entstand wohl im 16. Jahrhundert. Die Fassade des vierachsigen Giebelhauses besitzt in den Obergeschossen eine verputzte Fachwerkkonstruktion, die durch ein Bandgesims vom massiven Erdgeschoss getrennt ist. Im Erdgeschoss sind drei Schaufenster sowie der Hauseingang angeordnet, der ein Portal mit einem faszierten Türstock und gerader Profilverdachung aufweist. Die Haustür wird um 1800 datiert. Im 19. und 20. Jahrhundert wurde insbesondere der ebenerdige Laden umgebaut und erweitert. 1858 gab es eine neue Ladentür und 1886 eine Vergrößerung der Ladenfenster. Im Jahr 1900 veranlasste der Kaufmann Christian Leonhardt die Verlegung der Treppe und 1978 folgte eine umfangreiche Sanierung mit Abbruch von Innenwänden im Rahmen der Erweiterung der Läden in das erste Obergeschoss. |      |
| Steingasse 11 (Standort) Wohn- und Geschäftshaus D-4-63-000-486                              | Im 17. Jahrhundert wurde der Kern des dreigeschossigen Wohn- und Geschäftshaus errichtet. Die Straßenfront des traufständigen Satteldachhauses besitzt in den Obergeschossen eine verputzte Fachwerkfassade mit Geschossüberständen und fünf beziehungsweise sechs Fensterachsen, wobei im ersten Obergeschoss ein Kastenerker mit Doppelfenstern angeordnet ist. Das Erdgeschoss ist auf der linken Seite durch zwei Schaufenster und einen dazwischen liegenden Eingang in Spitzbogenform aus dem Jahr 1927 gekennzeichnet. Rechts schließen sich korbbogig gestaltet ein Schaufenster und ein weiterer Eingang an. Es ist eine klassizistische, zweiflügelige Haustür vorhanden. Die 1998 eingerichtete Gaststätte hat unter anderem noch einen tonnengewölbten Raum. Im Innenhof steht auf der Ost- und Südseite eine dreigeschossige Holzlaubenanlage aus dem 17. Jahrhundert mit gedrechselten Balustern. Die zugehörige Rückwand besteht aus einer offenen Fachwerkkonstruktion. |      |
| Steingasse 12 (Standort) Wohn- und Geschäftshaus D-4-63-000-783                              | Das Wohn- und Geschäftshaus wurde wahrscheinlich im 16. Jahrhundert errichtet. Als einziges Giebelhaus weist es im Unterschied zu den benachbarten Gebäuden vier Geschosse auf, hat allerdings eine ähnlich hohe Trauflinie, da unter anderem das Erdgeschoss niedriger ist. Die vierachsige Straßenfront besteht in den Obergeschossen aus einer verputzten Fachwerkkonstruktion ohne weitere Gestaltungselemente. Das ausgebaute Dachgeschoss besitzt im Giebel ein Fensterpaar. Die Erdgeschossfassade ist durch einen Laden geprägt, der von 1900 bis 1927 mehrmals umgebaut und erweitert wurde. |      |
| Steingasse 13 (Standort) Gastwirtschaft D-4-63-000-487                                       | Das dreigeschossige Wohn- und Gasthaus stammt aus dem 16. oder 17. Jahrhundert. Im Jahr 1900 wurde das Erdgeschoss umgebaut. An Stelle einer Backstube mit einem Backofen und einem Tonnengewölbe folgte der Einbau eines Vereinszimmers des Bierbrauers Stephan Scheidmantel. 1962 und 1998 kam es zu Erweiterungen der Gastwirtschaft. Das Traufseithaus besitzt eine vierachsige Fassade. In den Obergeschossen sind drei Fenster links und eins auf Abstand rechts angeordnet. Das Erdgeschoss weist dagegen die Gruppe mit drei Fenstern rechts auf und links steht das Eingangsportal. Zwei Profilbänder zwischen den Etagen gliedern die Fassade, die oben aus verputztem Fachwerk und im Erdgeschoss aus einer massiven Wand besteht. Im Innenhof des Anwesens stehen zweigeschossige Holzlauben mit Segmentbogenöffnungen aus dem 19. Jahrhundert. |      |
| Steingasse 14 (Standort) Wohn- und Geschäftshaus D-4-63-000-488                              | Das dreigeschossige Wohn- und Geschäftshaus entstand in seiner heutigen Gestalt 1627. Der Kern könnte aus dem 16. Jahrhundert stammen. Kennzeichnend für das Giebelhaus ist das im Giebel sichtbare Zierfachwerk von 1627, bestehend aus einem engen Raster mit griechischen Kreuzen, Ring- und Andreaskreuzen mit Viertelkreisen. Von den benachbarten Giebelhäusern unterscheidet sich das Gebäude durch eine größere Breite und zwei Fensterpaare in jeder Obergeschossetage, die die verputzte Fachwerkfassade gliedern. Die schlichten Fenster sind direkt unterhalb der folgenden Fachwerkschwelle angeordnet. Das Erdgeschoss wurde 1903 für den Instrumentenmacher Hugo Büchel umgebaut, 1970 folgte ein Neubau der Ladenfassade. |      |
| Steingasse 16 (Standort) Wohn- und Geschäftshaus D-4-63-000-489                              | Das dreigeschossige Wohn- und Geschäftshaus wurde 1535 gebaut und im 19. Jahrhundert umgestaltet. Das Giebelhaus mit einer Dachneigung von 60° steht an der Ecke zur Oberen Kirchgasse und besitzt in den Obergeschossen eine verputzte Fachwerkfassade mit vier Fensterachsen. Die unterste Fensterbrüstung weist eine dreiteilige Ädikula mit einem Wappenfeld in der Mitte und beidseitigen ornamentierten Lunetten auf. Im Erdgeschoss ist die Fassade massiv ausgebildet, darunter befindet sich ein Gewölbekeller. Die Ladenfront der Buchhandlung entstand 1875 für die J. G. Riemann’sche Hofbuchhandlung. Die mittige Ladentür ist eingerahmt von Pilastern ionischer Ordnung. Die beiden Ladenfenster werden durch Spiegelpilaster mit Tondo seitlich gefasst. Der Hauseingang mit dem Treppenhaus ist in der Oberen Kirchgasse angeordnet. Die einläufige Treppe wird auf das 18. Jahrhundert datiert. Auf der Rückseite zum Kirchhof steht ein dreigeschossiges Giebelhaus mit einem mittigen Eingang und dreiachsiger Fensteranordnung. |      |
| Steingasse 18 (Standort) Amtsgebäude, ehem. Prinzenpalais D-4-63-000-490                     | Das viergeschossige, langgestreckte Gebäude gegenüber der Ehrenburg wurde 1464 für Heinrich Bucher errichtet. 1731 folgte die Verwendung als Sitz der Geheimen Ratskollegien, 1786 bis 1800 als Residenz der Coburger Erbprinzen und ab 1848 als Schulgebäude. Seit 1989 wird das Haus als Ämtergebäude der Stadtverwaltung genutzt. Die heutige Gestalt des Traufseithauses mit zehn Fensterachsen und einem steilen, dreigeschossigen Satteldach existiert seit einem Umbau im Jahr 1731, wie auch das korbbogige Portal ausweist. Die Fassade ist im Erdgeschoss massiv ausgeführt und in den Obergeschossen als verputzte Fachwerkkonstruktion mit Geschossvorsprüngen. Im Erdgeschoss ist unter anderem ein repräsentativer Sitzungssaal mit einer spätgotischen Balkendecke vorhanden. |      |
| Steingasse 20 (Standort) vereint mit 18                                                      | Das schmale Traufseithaus stammt in seinem Kern aus dem 15. Jahrhundert und ist heute mit Treppenhaus und Fahrstuhl in das Ämtergebäude integriert. Bei gleicher Geschosszahl unterscheidet es sich von Nr. 18 in der Fenstergröße und der Höhe der Dachtraufe. Das dreiachsige Gebäude besitzt eine klassizistische zweiflügelige Eingangstür aus dem 18. Jahrhundert unter einem Korbbogenportal. Die Fassade ist im Erdgeschoss massiv ausgeführt und in den Obergeschossen als verputzte Fachwerkkonstruktion. |      |
| Steingasse 22 (Standort) Wohn- und Geschäftshaus D-4-63-000-491                              | Das viergeschossige Wohn- und Geschäftshaus entstand im 17. Jahrhundert in seiner heutigen Form als Traufseithaus mit vier Fensterachsen. Die Fassade ist im gebänderten Erdgeschoss massiv ausgeführt und weist dort links den Hauseingang mit Profilrahmen und Keilstein mit der Jahreszahl 1770 auf. Mittig ist eine Ladentür mit der alten Hausnummer 320 angeordnet und rechts ein Ladenfenster mit einem kreisförmigen Sturz. Die Obergeschossfassade ist eine verputzte Fachwerkkonstruktion mit einer beidseitigen Eckbänderung. Das ausgebaute Dachgeschoss besitzt ein Satteldach mit drei Hausgauben in der Straßenfront. |      |
| Steingasse 24 (Standort) Dornheimsches Palais, ehem. herzogliche Hofdruckerei D-4-63-000-492 | Im 16. Jahrhundert wurde der Kern des dreigeschossigen Wohn- und Geschäftshauses errichtet. Im 17. Jahrhundert folgte ein Umbau mit der Aufstockung um eine Etage und einer Umgestaltung der Fassade zu sechs Fensterachsen. 1900 erhielt das Eckhaus zur Unteren Anlage eine neubarocke Putzfassade. Der Ehrenburg gegenüberliegend war das Gebäude von 1801 bis 1901 in herzoglichem Besitz und diente anfangs als Unterkunft für Gäste. Anschließend beherbergte das Haus die Druckerei Dornheim. Von 2002 bis 2016 war das Gebäude in städtischem Besitz und wurde nicht genutzt. Das Traufseithaus besitzt im gebänderten Erdgeschoss Fenster und Türen mit geohrten Rahmen und diamentierten Keilsteinen. Etwa in Gebäudemitte ist als Hauseingang ein korbbogiges Portal mit zwei frei stehenden Rundsäulen vorhanden. Die Brüstungen der Fenster des zweiten Obergeschosses weisen stuckierte Embleme mit freimaurerischen Symbolen auf. Die dreiachsige Giebelseite ist analog zur Straßenfassade ausgebildet. Beim Ausbau des Dachgeschosses bekam das Satteldach zwei Reihen von Hausgauben. Das Rückgebäude zur Unteren Anlage besitzt die Form eines Gartenpavillons und ist mit Jugendstilelementen ausgebildet.                                |      |

## Steintor
| Adresse         | Beschreibung | Foto |
| --------------- | --- | ---- |
| Steintor (Lage) | Das Steintor verbindet die Steingasse in Richtung Osten mit der Seidmannsdorfer Straße. Die Straße lag zwischen dem inneren Steintor, an der Südostecke der Ehrenburg, und dem äußeren Steintor, einem einfachen Torhaus oberhalb des Queckbrunnens. Das innere Steintor, letztmals 1598 errichtet, wurde 1812 abgebrochen. Der Straßenname ist seit 1824 dokumentiert. Die steile Vorstadtstraße hat vor allem eine beidseitige, zweigeschossige Bebauung, die durch zahlreiche Zwerchhäuser gekennzeichnet ist. |      |

| Adresse Bezeichnung Akten-Nr.                                | Beschreibung | Foto |
| ------------------------------------------------------------ | --- | ---- |
| Steintor 1 (Standort) Wohn- und Geschäftshaus D-4-63-000-493 | Das dreigeschossige Wohn- und Geschäftshaus am früheren Stadttor, dem sogenannten Steintor, stammt aus dem 17. oder 18. Jahrhundert. 1894/95 wurden die Geschäftsräume mit Eckportal eingerichtet sowie der Hauseingang in die Querstraße Hinterm Marstall verlegt. In dem Eckhaus lebte von 1837 bis 1872 der Rechtsanwalt Moriz Briegleb, worauf eine Gedenktafel hinweist. Das Walmdachhaus weist in der Fassade zum Steintor vier und zur Straße Hinterm Marstall acht Fensterachsen auf. Die Gebäudefassade ist im Erdgeschoss massiv ausgebildet und durch das mit toskanischen Pilastern und Volutenkonsolen gerahmte und abgeschrägte Eckportal, ornamentierte Sockel sowie mit Pilastern und geradem Gebälk gerahmte Schaufenster gekennzeichnet. Zusätzlich ist im Steintor mittig ein Fenster mit profiliertem Stichbogenabschluss angeordnet. Die Fassade der Obergeschosse besteht aus einer Fachwerkkonstruktion, die Richtung Nordwesten verputzt und Richtung Südwesten in deutscher Schablone verschiefert ist. |      |
| Steintor 2 (Standort) Wohn- und Geschäftshaus D-4-63-000-494 | Das dreigeschossige Wohn- und Geschäftshaus wurde vor dem ehemaligen Steintor im 17. Jahrhundert errichtet. Die heutige Fassadengestaltung mit vier Fensterachsen folgte 1865 durch Georg Meyer, drei Jahre später kam es zum Einbau der Ladentür und eines Schaufensters. 1934 wurde das Gebäude um ein drittes Geschoss aufgestockt und höhenmäßig mit dem alten Walmdach an das rechte zweiachsige Nebenhaus angepasst, das durch einen Fassadenknick erkennbar ist. Die Fassade besitzt im Erdgeschoss einen massiven und hohen Sockel. Die mit einem Portal eingerahmte Haustür stammt aus der ersten Hälfte des 19. Jahrhunderts. Die Obergeschosse weisen eine verputzte Fachwerkkonstruktion auf, wobei das zweite Obergeschoss leicht übersteht. Drei Fensterachsen mit weitem Abstand kennzeichnen die Giebelseite des Eckhauses am Aufstieg zum Glockenberg, das an der Ostseite vor einer platzartigen Erweiterung der Straße steht.                                                                                 |      |
| Steintor 4 (Standort) Ehem. Gasthaus D-4-63-000-495          | Das dreigeschossige Wohn- und Gasthaus besteht in seinem Kern aus dem 17. Jahrhundert. 1859 wurde das Gebäude um eine Etage aufgestockt und die Fassade neu gegliedert. 1868 folgte der Dachgeschossausbau und 1883 der Einbau eines Ladens im Erdgeschoss. 1926 wurde das Erdgeschoss mit dem Gasthaus „Deutsches Eck“ umfangreich umgebaut. Das sechsachsige Traufseithaus weist ein massives Erdgeschoss mit einem mittig angeordneten Hauseingang auf. Die Fenster und Türe des links daneben angeordneten Ladens sind durch einen Rahmen mit einer Spiegelpilastergliederung und ein profiliertes Sturzgebälk gekennzeichnet. Die Obergeschosse besitzen eine verputzte Fachwerkkonstruktion mit einem engen Konsolfries als Traufe. Das Satteldach hat an der Straßenfront drei Hausgauben. Drei Fensterachsen und ein markantes Giebeldreieck bestimmen die Giebelseite des Eckhauses am Aufstieg zum Glockenberg. |      |
| Steintor 5 (Standort) Haustür D-4-63-000-913                 | Das zweigeschossige, traufständige Wohnhaus wurde um 1800 errichtet. Die Fassade weist fünf Achsen auf und besitzt im Erdgeschoss einen massiven Sockel auf dem eine verputzte Fachwerkkonstruktion angeordnet ist. Das Satteldach ist durch drei Hausgauben gekennzeichnet. Markant sind die klassizistische Haustür aus der Bauzeit und ein neubarockes, mit diamantierten Pilastern gerahmtes Schaufenster, das 1886 für den Hofbäcker Ernst Pfrenger eingebaut wurde. |      |
| Steintor 7 (Standort) Wohn- und Geschäftshaus D-4-63-000-496 | Das dreigeschossige Wohnhaus wurde 1739 gebaut. Es ist ein fünfachsiges, traufseitiges Mansarddachhaus mit einem massiven, barock gegliederten Erdgeschoss aus Quadersteinen. Der Hauseingang besteht aus einem Portal mit einem Korbbogen, der auf Pfeilern mit Kämpfern angeordnet ist und im Scheitel einen Keilstein mit der Jahreszahl 1739 besitzt. Die daneben vorhandenen Fensterpaare sind durch Profilrahmen gekennzeichnet. Die Fassade der Obergeschosse und des zweiachsigen Zwerchhauses mit Dreiecksgiebel besteht aus einer in deutscher Schablone verschieferten Fachwerkkonstruktion. Die Bänderungen an den Hausecken im Erdgeschoss werden darüber durch Schuppungen der Verschieferung fortgesetzt. |      |
| Steintor 8 (Standort) Wohnhaus D-4-63-000-497                | Der Kern des zweigeschossigen Wohnhauses stammt aus dem 17. Jahrhundert. 1835 folgte die Umgestaltung zum symmetrischen, siebenachsigen Traufseithaus. Die Fassade besitzt im Erdgeschoss einen Ausgleichssockel und besteht aus exakten Steinquadern. In der Mitte ist der eingerahmte Hauseingang vorhanden, der eine klassizistische Haustür mit Oberlicht besitzt. Ungewöhnlich ist die Gestaltung des Obergeschosses, wo die Fenster durch Lisenen gerahmt und die Brüstungen zurückgesetzt sind. Dominierend ist das mittig angeordnete, dreiachsige Zwerchhaus im Dachgeschoss mit beidseitigen Dachgauben. |      |
| Steintor 10 (Standort) Wohnhaus D-4-63-000-498               | Im späten 19. Jahrhundert wurde das zweigeschossige Haus errichtet. Das fünfachsige Traufseithaus weist ein hohes massives Erdgeschoss mit einem mittig angeordneten Hauseingang auf, dessen Haustür noch aus der Bauzeit stammt. Darüber ist ein Profilgesims ist zur Trennung vom Obergeschoss angeordnet. Das Obergeschoss besitzt eine verputzte Fachwerkkonstruktion mit fünf Fenstern in der Straßenfront. Das Ende des 19. Jahrhunderts ausgebaute Dachgeschoss ist durch ein mittig angeordnetes, zweiachsiges Zwerchhaus und beidseitige Dachgauben gekennzeichnet. |      |
| Steintor 11 (Standort) Gastwirtschaft D-4-63-000-499         | Das zweigeschossige Wohn- und Gasthaus besteht in seinem Kern aus dem 16. oder 17. Jahrhundert. 1730 existierte ein unterkellertes zweigeschossiges Gebäude. Um 1835 entstand die heutige Fassade. Das fünfachsige Traufseithaus weist ein Satteldach auf, das in der Straßenfront mittig ein zweiachsiges Zwerchhaus und beidseitig je eine Dachgaube besitzt. Die Fassade besteht im Obergeschoss aus einer verputzen Fachwerkkonstruktion, die vom Erdgeschoss mit dem mittleren Eingang durch ein Profilgesims getrennt ist. |      |
| Steintor 17 (Standort) Queckbrunnen D-4-63-000-889           | Im Jahr 1325 wurde der Queckbrunnen erstmals in den Chroniken urkundlich erwähnt. Um 1405 versiegte die Quelle. Im Jahr 1601 wurden erneut zwei Quellen unter dem Brunnen entdeckt, die mit Steinen in einer Gewölbenische neu gefasst wurden. 1886 folgte der Umbau zu seiner heutigen Gestalt. Im Jahr 1992 wurde eine Renovierung durchgeführt. Der Brunnen ist über eine Treppe, flankiert von runden Steinpfosten, mit sechs konvexen Stufen erreichbar. Die Seitenwände aus Natursteinquadern werden oben durch ein Schmiedeeisengitter abgeschlossen. Die tiefer liegende Brunnennische weist an der gekrümmten Rückwand, zwischen zwei Steinbänken, den Brunnenauslass mit einem gusseisernen Löwenkopf auf. Anfang der 2010er Jahre wurde der Brunnen instand gesetzt. |      |
| Steintor 21 (Standort) Mehrfamilienwohnhaus D-4-63-000-501   | Das zweigeschossige und giebelständige Mansarddachhaus wurde Anfang des 19. Jahrhunderts errichtet. Es ist ein nennenswertes Zeugnis des Mehrfamilienwohnhauses aus dieser Zeit. Der dreiachsige, westliche Giebel und die Fassade der Nordseite besitzen eine Verschieferung. Die Langseite hat neun Fensterachsen, die im Erdgeschoss durch einen nach Links versetzten, gerahmten Hauseingang mit einer klassizistischen Haustür und der Bezeichnung 1803 gekennzeichnet ist. |      |

## Steinweg
| Adresse         | Beschreibung | Foto |
| --------------- | --- | ---- |
| Steinweg (Lage) | Die Stadterweiterung entlang dem Steinweg wurde auch Neue Stadt oder, in Bezug auf das Georgenspital, Spitalvorstadt genannt. 1398 wurde der Teil der Handelsroute von Nürnberg nach Leipzig erstmals erwähnt. Der Name lässt sich auf die Befestigung mit Pflastersteinen zurückführen. Der Steinweg führt vom Spitaltor Richtung Norden und endete ursprünglich am 1803 abgebrochenen Hahntor. Seit dem 19. Jahrhundert verbindet er die Altstadt mit der Heilig-Kreuz-Vorstadt. In der relativ breiten Straße stehen heute vor allem dreigeschossige Traufseithäuser. Die dichte Bebauung ist vor allem im südlichen Abschnitt öfters von neueren Gebäuden durchsetzt. |      |

| Adresse Bezeichnung Akten-Nr.                                                          | Beschreibung | Foto |
| -------------------------------------------------------------------------------------- | --- | ---- |
| Steinweg 1 (Standort) Wohn- und Geschäftshaus Gräfsblock D-4-63-000-502                | Das Wohn- und Geschäftshaus wurde 1937 nach Plänen von Reinhard Claaßen errichtet. Er entstand als eine der ersten bayerischen Altstadtsanierungen nach Abbruch des Gräfsblocks neben dem Spitaltor. Das dreigeschossige Gebäude weist in seiner gemauerten Hauptfassade zur Mohrenstraße in den Obergeschossen acht Fensterachsen auf, wobei die Fenster im ersten Obergeschoss größer sind als im zweiten. Umlaufend sind Hausgauben im Walmdach angeordnet. Die verputzte Fassade weist eine Sandsteingliederung auf. Die Fenster des ersten Obergeschosses besitzen ein umlaufendes Profilgesims als Trennung zum Erdgeschoss mit seinen rundbogigen Arkaden. Ursprünglich waren dort fünf Ladengeschäfte geplant. Seit 1971 wird durch das Stadtcafe der größte Teil der Fläche genutzt, der Wintergartenanbau wurde 1994 durchgeführt. |      |
| Steinweg 4 (Standort)                                                                  | (Das Wohn- und Geschäftshaus entstand aus dem ehemaligen Georgenspital, das auf eine Stiftung von 1291 durch den Grafen von Henneberg zurückgeht. Das Anwesen vor dem Spitaltor, lag am Stadtrand. Es setzte sich um 1700 zusammen aus einem zweigeschossigen Fachwerkhaus für zwölf Patienten, einem Hof und einer Scheue. Für 1715 ist ein dreigeschossiger Neubau für das Haupthaus dokumentiert. 1868 wurde das Ensemble für den Gemüsemarkt größtenteils abgebrochen, beziehungsweise die Ostseite für die städtische Waage mit dem Waagzimmer, einer neuen Außenwand und einem Zwerchhaus umgebaut. 1907 folgte der nächste Eingriff in die Bausubstanz nach Plänen von Max Böhm. Der verbliebene, zweigeschossige Walmdachbau wurde im Erdgeschoss mit Geschäftsläden ausgestattet, deren Schaufensterform in den folgenden Jahrzehnten unter anderem mit einer Eckpassage eine mehrmalige Änderung erfuhren. Die Obergeschossfassade, durch ein Putzband vom Erdgeschoss getrennt, weist eine verputzte Fachwerkkonstruktion mit fünf zu zwölf Fenstern auf. Die Nordseite ist gekennzeichnet durch ein Portal mit einer flachen Korbbogenrahmung und der Bezeichnung „Sanct / Georg / Stift 1715“. Die Südseite besitzt eine Inschrifttafel mit Reliefdarstellungen des Georgskampfes und der Jahreszahl 1709.) Das Gebäude wird in der Liste vom 30. Oktober 2013 nicht mehr geführt. |      |
| Steinweg 5 (Standort) Bankgebäude der Bankgebäude der ehem. Creditkasse D-4-63-000-504 | Das Anwesen besteht aus zwei Gebäuden, die an der Ecke zur Georgengasse stehen und als Bankgebäude genutzt werden. Das repräsentative Haus mit späten Jugendstilformen im Steinweg 5 plante 1911 der Coburger Stadtbaumeister Max Böhme für die Creditkasse des Spar- und Hülfevereins in Coburg. 1922 wurde das Gebäude von der Bayerischen Staatsbank übernommen. Die Fassade des dreistöckigen Bankgebäudes besitzt eine starke plastische Gliederung, insbesondere durch breite Lisenen. Die Gebäudeecke zur Mohrenstraße ist durch einen dreigeschossigen, fünfseitigen Eckerker geprägt. Den mittig angeordneten südlichen Haupteingang kennzeichnet ein Balkon, der auf drei Konsolen mit Löwenmasken auskragt. Im Steinweg weist die Fassade im Erdgeschoss große Rechteckfenster auf, im ersten Obergeschoss ist ein Balkon mit Balustrade auf doppelten Löwenmaskenkonsolen vorhanden. |      |
| Steinweg 7 (Standort) Bankgebäude D-4-63-000-504                                       | Das dreigeschossige Haus Steinweg 7 wurde in seiner heutigen Form 1884 vom Baurat Carl Kleemann für den Metzgermeister Ernst Schlick als Wohn- und Geschäftshaus errichtet. Veränderungen erfuhr die Erdgeschossfassade 1912 im Rahmen einer Ladenvergrößerung. 1927 erwarb die Bayerische Staatsbank das Anwesen und verpachtete es. 1951 folgte ein Dachausbau im Rahmen einer Aufstockung, 1975 ein Ladenumbau und 1978 der Abbruch des Rückgebäudes sowie ein Umbau aller Geschosse. 1996 kam es im Rahmen des Einbaus von Büroräumen zur modernen Fassadenumgestaltung im Erdgeschoss. Das traufständige Gebäude ist in den Obergeschossen durch eine Fassade im Stil des 18. Jahrhunderts gekennzeichnet. Vier Fenster sind jeweils in den Obergeschossen angeordnet, dazwischen Brüstungsfelder mit Tondi. Den Abschluss bildet ein profiliertes Gesims gefolgt von einem zurückgesetzten dritten Obergeschoss. |      |
| Steinweg 15 (Standort)                                                                 | (Das dreigeschossige Gebäude wurde im frühen 17. Jahrhundert errichtet. Nach einem Brand kam es 1774 zur Neugestaltung des Erdgeschosses und zum Neubau eines Mansarddaches. Das Anwesen war von 1658 bis 1919 in Besitz der Familie des Coburger Germanisten Georg Karl Frommann. 1908 veranlasste Hugo Frommann für die Einrichtung eines Laden einen Hausumbau, wobei auch die Fassade geändert wurde. Ende der 1970er Jahre folgte eine Instandsetzung des Daches und der Einbau von Dachgauben. Im Rahmen der Erweiterung des Textilkaufhauses im Nachbarhaus Steinweg 17 kam es 1995 zu einer umfangreichen Entkernung des Anwesens. Die Rückgebäude und zahlreiche Innenwände des Vorderhauses wurden abgebrochen beziehungsweise neu errichtet und neben einer Fassadenneugestaltung im Erdgeschoss wurde im Dachgeschoss eine Wohnung eingebaut. Das Haus weist eine verputzte Fachwerkfassade auf einem massiven Erdgeschoss auf. Die für die Steingasse untypisch vorkragenden Obergeschosse sind gekennzeichnet durch fünf Fenster in jeder Etage, die aus einer Dreiergruppe und zwei Einzelachsen bestehen. Weiterhin sind erwähnenswert die beiden zweiachsigen Hausgauben und der außen angelegte Hauseingang.) Das Gebäude wird in der Liste vom 30. Oktober 2013 nicht mehr geführt. |      |
| Steinweg 18 (Standort) Wohn- und Geschäftshaus D-4-63-000-784                          | Das dreigeschossige Wohn- und Geschäftshaus in Ecklage zum unteren Bürglaß entstand in seinem Kern in der ersten Hälfte des 16. Jahrhunderts und war von 1685 bis 1893 meist in Besitz von Bäckern. Umbaumaßnahmen sind für 1855 dokumentiert, als der Bäcker Johann Oehrl unter anderem die Eingangstür und den Backofen versetzen ließ. 1866 folgte die Aufstockung um das zweite Obergeschoss. Weitere Umgestaltungen des Erdgeschosses wurden Anfang des 20. Jahrhunderts durchgeführt, 1924 erweiterte Max Roth den Laden und baute ein Renaissance Rundbogenportal von 1550 im Steinweg ein, das 1958 an den unteren Bürglaß versetzt wurde. Der Dachgeschossausbau des Walmdaches mit Einbau von Gauben geschah 1956. Die verputzte Fachwerkfassade in den Obergeschossen weist in jeder Etage in der Steingasse sechs Fenster und zum Unteren Bürglaß neun Fenster auf, die jeweils zu Dreiergruppen zusammengefasst sind. Das Portal besitzt zwei gefaste Pfosten und einen gestuften Rundbogen mit einem Schlussstein, der einen gelockten Kopf mit Halstuch abbildet. |      |
| Steinweg 19 (Standort) Wohn- und Geschäftshaus D-4-63-000-506                          | Das dreigeschossige Eckhaus stammt in seinem Kern aus dem 16. Jahrhundert. Eine erste Erwähnung datiert aus dem Jahr 1596 als Gasthof zur Bürsten, ab 1689 hieß er Goldener Ochse. 1865 veranlasste der Gerbermeister Ernst Lobenstein den Umbau des Erdgeschosses mit zwei stichbogigen Eingängen und Fenstern. 1895 wurde das durch einen Brand zerstörte Walmdach durch ein Mansarddach ersetzt und 1982 folgten im Inneren größere Umbaumaßnahmen. Das klassizisierende Eckgebäude weist in der Steingasse eine repräsentative Fassade mit sieben Fensterachsen auf und ist durch das erste Obergeschoss mit durchgehenden Fensterbänken und Sturzgesimsen gekennzeichnet. Im Erdgeschoss sind über den Schaufenstern und Passageneingängen vier flache Segmentbögen mit Pilastereinteilung vorhanden. Konsolen bilden eine profilierte Traufe zum Mansarddach, das ein mittig angeordnetes dreiachsiges Zwerchhaus mit einem Dreiecksgiebel, flankiert von zwei Gauben, aufweist. Die Fassadengliederung wird zur Badergasse fortgesetzt. Das lang gestreckte Rückgebäude in der Badergasse 12 wird auf das 15. Jahrhundert datiert und fasst drei Häuser zusammen. In den Obergeschossen sind jeweils zwölf Fenster vorhanden. Die Fassade der westlichen Hälfte besitzt im zweiten Obergeschoss eine Verschieferung. Das Erdgeschoss ist im östlichen Teil durch Fenster mit gefasten Kanten gekennzeichnet und im westlichen Teil durch eine moderne Gestaltung. |      |
| Steinweg 20/22 (Standort) Wohn- und Geschäftshaus D-4-63-000-785                       | Das dreigeschossige Eckhaus zum Unteren Bürglaß besteht aus drei Gebäudeteilen. Den Eckbau ließ sich der Schmiedemeister Hoffmann vom Baumeister Bernhard Felber im Jahr 1872 errichten. 1913 erfuhr das Erdgeschoss durch eine Ladenvergrößerung mit einem neuen Eingang an der Hausecke eine größere Umgestaltung, 1926 folgte der Einbau eines weiteren Ladens. Die Fassade des neuklassizistischen Gebäudes ist zum Unteren Bürglaß ausgerichtet. Sie ist in den Obergeschossen durch geschosstrennende Gesimse und durch doppelte sowie einfache Lisenen in ein mittleres Feld mit drei Fensterachsen und zwei einachsige Außenfelder strukturiert. In der Mitte ist ein Zwerchhaus in das Walmdach integriert. Auch der Hauseingang ist mittig angeordnet und wird flankiert von zwei Fenstern und zwei Läden. Die Fachwerkkonstruktion wird oben in den Seitenfeldern durch ein Kranzgesims, bestehen aus hohen Konsolen, abgeschlossen. In der Steingasse ist die zweiachsige Fassade analog ausgebildet. Der Seitenflügel mit der Haus Nr. 22 stammt ebenfalls von Felber und wurde 1900 durch Carl Otto Leheis in der Fassade im Rahmen einer Ladenvergrößerung umgestaltet. Weitere Fassadenänderungen folgten im 20. Jahrhundert. Das traufständige Satteldachhaus weist ein hohes Erdgeschoss auf und besitzt in den Obergeschossen eine vierachsige Fassade. Auf der rechten Seite ist ein zweiachsiges Zwerchhaus angeordnet, wodurch im Steinweg zusammen mit dem Eckhaus eine ziemlich regelmäßige Fassade mit sechs Fenstern vorhanden ist.                                                                                         |      |
| Steinweg 21 (Standort) Wohn- und Geschäftshaus D-4-63-000-507                          | Im 18. Jahrhundert wurde das dreigeschossige Haus errichtet. Im Jahr 1875 beauftragte der Viehhändler Emanuel Seligmann den Architekten Hans Rothbart mit der Umgestaltung, wobei der ehemalige Pferdestall vom Nachbarhaus Nr. 23 als Flügelbau integriert wurde. Im Jahr 1909 veranlasste der Uhrmacher Arthur Leuthäuser einen Ladeneinbau im Erdgeschoss. Dabei wurde die Hofdurchfahrt geschlossen und Fassade zum Steinweg umfangreich verändert. Das Mansarddachhaus weist ein hohes massives Erdgeschoss mit einer Quaderung auf. Mittig ist der Hauseingang mit einer stichbogigen Haustür zwischen flankierenden Geschäftsläden mit korbbogigen Schaufenstern angeordnet. Die beiden Obergeschosse sind Fachwerkkonstruktionen mit jeweils sieben Fenstern in der Straßenfront. Eine durchlaufende Fensterbrüstung und ein gemeinsames Sturzgesims im ersten Obergeschoss betonen die horizontale Fassadengliederung. |      |
| Steinweg 23 (Standort) Wohn- und Geschäftshaus D-4-63-000-508                          | Das dreigeschossige Wohn- und Geschäftshaus stammt in seinem Kern aus dem 17. Jahrhundert. Von 1641 bis in die 1930er Jahre war in dem Anwesen eine Seilerei untergebracht. Seilermeister Brotzmann ließ 1869 einen weiteren Laden einbauen, weitere Umbaumaßnahmen folgten. 1961 kam es zu einer Ladenvergrößerung und Umgestaltung der Erdgeschossfassade. 1964 wurde eine Sanierung des Rückgebäudes am Lohgraben und 1978 eine Fenstererneuerung durchgeführt. Das traufständige Haus weist einen rechts angeordneten Hauseingang und daneben ein Ladengeschäft auf. Auf dem massiven Erdgeschoss sitzt eine verputzte Fachwerkkonstruktion, die fünf gleichmäßige Fensterachsen aufweist. Den Abschluss bildet ein Mansarddach mit einem zweiachsigen Zwerchhaus und einem Segmentbogengiebel sowie beidseitig angeordneten Segmentbogengauben. Die Innenräume weisen teilweise noch Stuckdecken auf. |      |
| Steinweg 24 (Standort)                                                                 | (Das dreigeschossige Haus wurde im 16. Jahrhundert erbaut und im 19. und 20. Jahrhundert umfangreich verändert. So kam es 1897 im Rahmen einer Ladenerweiterung durch Georg Meyer zu einer Umgestaltung der Erdgeschossfassade. 1977 folgte nach einem weiteren Erdgeschossumbau ein Dachausbau und ein Jahr später eine komplette Entkernung. Das Anwesen war über Jahrzehnte in Besitz der Familie des Coburger Staatsrates Hermann Quarck. Gekennzeichnet ist das traufständige Haus durch ein hohes Erdgeschoss mit einer massiven, gebänderten Fassade und eine Ladenpassage. Die beiden verputzten Fachwerkobergeschosse weisen jeweils fünf regelmäßig angeordnete Fenster mit hohen Brüstungen auf. Den Abschluss oben bildet nach der Traufe ein Walmdach mit einem zurückgesetzten zweiachsigen Zwerchhaus.) Das Gebäude wird in der Liste vom 30. Oktober 2013 nicht mehr geführt. |      |
| Steinweg 27 (Standort) Wohn- und Geschäftshaus D-4-63-000-510                          | Im 17. Jahrhundert wurde das dreigeschossige Haus errichtet. Einen größeren Umbau für einen Laden im Erdgeschoss veranlasste 1856 der Tuchmachermeister Peter Heusinger. Der Maurermeister Johannes Lutz ergänzte 1871 im Auftrag des Drechslermeisters Carl Eisen das Dach mit einem Zwerchhaus und zwei Dachgauben. 1880 folgte eine erneute Umgestaltung des Ladens mit zwei Schaufenstern und einer neuen Ladentür und 1887 ein Ausbau durch Verlängerung der Ladenfront. Das traufständige Haus weist einen rechts angeordneten Eingang und daneben Geschäftsräume auf. Auf dem massiven Erdgeschoss sitzt eine verputzte Fachwerkkonstruktion, die durch sechs Fensterachsen gekennzeichnet ist. Den Abschluss bildet ein zweiachsiges Zwerchhaus mit beidseitigen Hausgauben. |      |
| Steinweg 29 (Standort) Wohn- und Geschäftshaus D-4-63-000-511                          | Das dreigeschossige Wohn- und Geschäftshaus stammt in seinem Kern vermutlich aus dem 17. Jahrhundert und erhielt seine heutige Form im späten 18. oder frühen 19. Jahrhundert. Der Eigentümer Leonhard Amberg beauftragte Christian König im Jahr 1836 mit einer Gebäudeaufstockung. 1866 folgte eine Umgestaltung der Fassade, ehe 1880 der Hofschlachter Emil Schlick das Anwesen übernahm. Dieser veranlasste 1884 einen umfangreichen Umbau für einen Laden, der 1914 vergrößert wurde und eine neue repräsentative Fassade erhielt. 1956 wurden die Ladenschaufenster letztmals geändert. Das traufständige Haus weist massive Erdgeschosswände auf, die in der Steingasse mit dunklem Marmor verkleidet sind. Der Laden, eine Dreiergruppe mit mittigem Eingang, sowie der links platzierte Hauseingang kennzeichnen die Erdgeschossfassade. Die Straßenfront der beiden Obergeschosse besteht aus einer sechsachsigen Fachwerkkonstruktion. Die im zweiten Obergeschoss regelmäßig angeordneten Fenster fallen durch breite Pilasterholzrahmen auf. Drei Segmentbogengauben oberhalb der Dachschwelle und zwei unter dem Dachfirst besitzt das Mansarddach im Steinweg. |      |
| Steinweg 30 (Standort) Wohn- und Geschäftshaus D-4-63-000-786                          | Das dreigeschossige Wohn- und Geschäftshaus stammt in seinem Kern vermutlich aus dem 16. Jahrhundert und erhielt seine heutige Form im 18. und 19. Jahrhundert. 1860 ließ der Oberförster Georg Philipp Schlick durch Andreas Hertha die Erdgeschossfassade umgestalten und 1868 das Dach durch Carl Brockardt mit einem Zwerchhaus ergänzen. 1911 entstand im Rückgebäude eine Bäckerei und 1928 wurden neue Schaufenster eingebaut. Weitere Umbaumaßnahmen wurden 1957 im Erdgeschoss für ein Café ausgeführt. Das traufständige Haus weist ein hohes, massives Erdgeschoss auf. Der Hauseingang ist links angeordnet, der Ladenzugang in Gebäudemitte. Die horizontal durch Gesimsbänder strukturierte Obergeschossfassade ist eine verputzte Fachwerkkonstruktion und weist fünf Fensterachsen auf. Den Abschluss bildet das Satteldach mit einem dreiachsigen Zwerchhaus und einem Dreiecksgiebel. |      |
| Steinweg 31 (Standort) Wohn- und Geschäftshaus D-4-63-000-512                          | Das dreigeschossige Eckhaus zur Brunnengasse besteht aus drei Gebäudeteilen, die bis zum Lohgraben reichen. 1887 gab der Privatier Paul Hülsz dem Baumeister Hermann Kühn den Auftrag für das Hauptgebäude, ein Neurenaissancehaus. Die Einrichtung einer Gaststätte im Kellergeschoss wurde 1985 ausgeführt. Die Fassade besteht aus Ziegelmauerwerk mit Sandsteinbänderungen. Sie ist in der Ketschengasse vierachsig gegliedert und weist im Erdgeschoss vier Bogenöffnungen mit gebänderten Pfeilern und abstrakten Kapitellen auf. Oberhalb eines Profilgesims folgen die Obergeschosse, die eine mittlere Fensterdoppelachse und zwei Nebenachsen kennzeichnet. Im Dachgeschoss ist mittig ein zweiachsiges Zwerchhaus mit beidseitigen Gauben angeordnet. Der in der Brunnengasse anschließende zweigeschossige Seitenflügel wurde 1642 als vierachsige Fachwerkkonstruktion auf einem Sandsteinsockel errichtet. Das zweigeschossige, traufständige Rückgebäude am Lohgraben, ein Fachwerkhaus, wurde 1671 erbaut. Das Holz des Dachstuhls wurde auf das Jahr 1585 datiert. Markant an dem ehemaligen Gerberhaus ist die zum Lohgraben auskragende offene Galerie des Obergeschosses. Vor der Giebelseite zur Brunnengasse liegt der Kindlesbrunnen, der 1428 erstmals urkundlich erwähnt wird. 1989, über 100 Jahre nach seiner Schließung, wurde der Brunnen mit einer rundbogig gewölbten Brunnenstube wiederhergestellt. |      |
| Steinweg 32 (Standort) Wohn- und Geschäftshaus D-4-63-000-787                          | Das dreigeschossige Wohn- und Geschäftshaus wurde als Neubau Mitte des 19. Jahrhunderts errichtet. 1927 beauftragte der Prokurist M. Huelsz den Baumeister August Römhild mit einem Umbau. Dabei wurden unter anderem im Erdgeschoss Schaufenster eingebaut, der Fußboden um 1,35 Meter abgesenkt und Innenwände versetzt. Ein Jahr später kam es zum Dachausbau. 1991 wurde das Erdgeschoss mit einer Passage neu gestaltet. Das symmetrisch gestaltete Haus weist im Erdgeschoss massive Außenwände auf, die in der Straßenfassade durch Wandpfeiler mit Bänderungen und einen mittleren Eingang mit beidseitigen Läden strukturiert ist. In den Obergeschossen weist die sechsachsige Fassade eine verputzte Fachwerkkonstruktion auf. Die Fenster im ersten Obergeschoss sind durch Fensterbänke und Sturzgesimse geprägt. Das traufständige Satteldach, das deutlich vorkragt, ist durch drei zweiachsige Hausgauben gekennzeichnet. In dem Haus verbrachte der Arzt Hans Berger seine Kindheit. |      |
| Steinweg 33 (Standort) Gaststätte D-4-63-000-513                                       | Das dreigeschossige Eckhaus zur Brunnengasse besteht aus drei Gebäudeteilen, die bis zum Lohgraben reichen. Das Vorderhaus wird für das 17. Jahrhundert datiert. 1869 beauftragte der Gerbermeister Wilhelm Dietz den Zimmermeister Ernst Wöhner mit der Aufstockung des zweiten Obergeschosses, wobei beim Umbau vom steilen Satteldach zum Walmdach die Firsthöhe unverändert blieb. Im Rahmen des Dachausbaus wurde 1885 ein Zwerchhaus zugefügt. 1910 folgte der Einbau einer Gaststätte im Erdgeschoss. Die Fassade zum Steinweg ist durch drei Fensterachsen und Horizontalgesims gekennzeichnet. Profilstürze prägen die Fenster im ersten Obergeschoss. Das zweiachsige Zwerchhaus ist durch eine seitliche Schleppgaube ergänzt. Die Fenster in der Brunnengasse sind im Gegensatz zur Hauptfassade unregelmäßig angeordnet. Dort schließt sich der dreigeschossige Seitenflügel an, der mit dem Jahr 1605 HB bezeichnet ist. Im Erdgeschoss besitzt er ein gefastes Rundbogenportal und kleine gefaste Fenster, die Obergeschosse haben eine Fachwerkkonstruktion. Das zweigeschossige, traufständige Rückgebäude am Lohgraben war ein Gerberhaus, das 1910 zu einem Wohnhaus ausgebaut wurde. Markant ist die zum Lohgraben über das massive Erdgeschoss auskragende Fachwerkkonstruktion der Obergeschosse. |      |
| Steinweg 34 (Standort) Wohn- und Geschäftshaus D-4-63-000-514                          | Das spätbarocke, dreigeschossige Wohn- und Geschäftshaus stammt aus der zweiten Hälfte des 18. Jahrhunderts. Dokumentiert ist für das Jahr 1844 der Einbau eines Saals im Hinterhaus durch Andreas König für den Gastwirt Carl Kaufmann. Im Jahr 1891 beauftragte der Kaufmann Carl Zangerle den Baumeister Johann Strobel mit dem Umbau des Erdgeschosses für einen Laden mit Schaufenstern und mit Änderungen in den Obergeschossen. Das Erdgeschoss wurde 1956 mit einer großen Glasfront neu gestaltet. Die Straßenfassade ist gekennzeichnet durch sechs Fensterachsen in den Obergeschossen, wobei die Fenster im ersten Obergeschoss durch umfangreiche frühklassizistische Fensterrahmungen mit gefelderten Schürzen und Stürzen mit Profilgesims besonders markant sind. Die Fenster im zweiten Obergeschoss besitzen jeweils einen Segmentbogenrahmen mit Keilstein. Begrenzt ist die Fassade seitlich durch eine Eckbänderung, im Erdgeschoss breiter als in den Obergeschossen ausgebildet. Oben wird das traufständige Haus durch ein Kranzgesims eingefasst, die drei Segmentbogengauben sind etwas zurückgesetzt. |      |
| Steinweg 41 (Standort) Wohn- und Geschäftshaus D-4-63-000-788                          | Das dreigeschossige Eckhaus zur Schenkgasse entstand in seinem Kern im Erdgeschoss um 1600. Später wurden zwei getrennte Gebäude, ehemals Gerberhäuser, zu dem schmalen und lang gestreckten Wohnhaus zusammengefasst. Bei Umbauten um 1863 wurden die Obergeschosse saniert und der Trockenboden über dem Seitenflügel zu einer Wohnung hergerichtet. Das Haus besitzt in den Obergeschossen eine geputzte Fachwerkfassade, im Erdgeschoss sind massive Außenwände vorhanden. Im Steinweg weist die Fassade in den Obergeschossen jeweils drei Fenster auf, die durch gemeinsame Bänke und Sturzgesimse als eine Gruppe gestaltet sind. Die Traufe zum Walmdach ist als enger Konsolfries ausgebildet. Der Gebäudeteil in der Schenkgasse ist aufgrund eines Straßengefälles viergeschossig. Dort sind unregelmäßige Gesims- und Fensteranordnung mit einfachen Fensterrahmungen und vorhanden. |      |
| Steinweg 45 (Standort) Ehem. Gerberhaus D-4-63-000-516                                 | Das dreigeschossige Wohn- und Geschäftshaus wurde als Gerberhaus im 17. oder 18. Jahrhundert errichtet. Eine Fassadenumgestaltung mit einer regelmäßigen Fensteranordnung durch Christian König im Auftrag der Weißgerberwitwe Elisabeth Ketschenbach ist für das Jahr 1830 dokumentiert. 1956 folgte ein Umbau des Ladens im Erdgeschoss durch Georg Meyer, wobei der Eingang in die Mitte verlegt wurde. Das Haus weist in den Obergeschossen eine geputzte Fachwerkfassade mit drei Fensterachsen auf. Im Erdgeschoss sind massive Außenwände vorhanden, die Straßenfront besitzt drei faszierte Korbbogenöffnungen. Abgeschlossen wird die Fassade durch hölzerne eine Dachschwelle auf der ein hohes, weit gespanntes Satteldach mit abgeschleppten Lüftungsgauben ruht. |      |
| Steinweg 48 (Standort) Wohn- und Gasthaus D-4-63-000-789                               | Das viergeschossige Gebäude ist eine Fachwerkkonstruktion mit Mauerwerkswänden im Erdgeschoss. Der Hauseingang ist rechts und auf der linken Seite eine Gaststätte angeordnet. 1833 baute Georg Frommann für die Seilermeisterwitwe Anna Catharina Daum anstelle von rundbogigen rechteckige Laden- und Haustüren ein. Die Fassade in den Obergeschossen ist durch Gesimse unterhalb der Fenster gegliedert und weist fünf Fensterachsen auf. Die Aufstockung mit dem zweiten Obergeschoss sowie ein neues Satteldach mit Dachgauben veranlasste der Gastwirt Eugen Fischer 1889. 1964 folgte eine Vergrößerung der Gaststätte. |      |
| Steinweg 49 (Standort) Wohn- und Geschäftshaus D-4-63-000-517                          | Das dreigeschossige Wohn- und Geschäftshaus ließ sich der Rotgerber Friedrich Carl Dietz im Jahr 1760 errichten. 1864 folgte eine Neugestaltung der Erdgeschossfassade für den Kaufmann Karl Töpfer. Nach einem Brand im Jahr 1881 wurde das Hinterhaus im Auftrag der Witwe Luise Töpfer neu aufgebaut und das Vorderhaus um zwei Dachgauben ergänzt. Das Erdgeschoss der symmetrisch gestalteten Straßenfront ist geprägt von einem mittig angeordneten, korbbogigen Portal ionischer Ordnung mit Pilasterrahmung. Beidseitig davon ist jeweils ein Laden in einer Dreiergruppe mit mittlerer Tür vorhanden. Die Fassade weist im Erdgeschoss Sandsteinmauerwerk auf, das an den Rändern mit Bänderungen eingefasst ist. In den Obergeschossen ist die achtachsige Fassade eine verputzte Fachwerkkonstruktion vorhanden. Das Mansarddach besitzt zwei zweiachsige Hausgauben. |      |
| Steinweg 54 (Standort) Wohn- und Geschäftshaus D-4-63-000-791                          | Das viergeschossige Wohn- und Geschäftshaus stammt in seinem Kern aus dem 17. oder 18. Jahrhundert. 1874 ließ der Gold- und Silberarbeiter August Schärff durch den Zimmermeister Andreas Immler eine Aufstockung ausführen. Eine segmentbogige Doppelflügeltür mit einem alten Türblatte und ein Schaufenster aus dem Jahr 1951 sind im Erdgeschoss, das ein Sandsteinmauerwerk aufweist, angeordnet. Die Trennung zu den Obergeschossen bildet ein Zahnschnittgesims. In den Obergeschossen, bestehend aus einer verputzten Fachwerkkonstruktion, fasst ein Holzrahmen die jeweils vier Fenster zusammen. Den Abschluss bildet ein Satteldach mit zwei Gauben. |      |
| Steinweg 57 (Standort) Wohn- und Geschäftshaus D-4-63-000-519                          | Das Eckhaus entstand um 1700 als zweigeschossiges Gerberhaus. 1890 folgte ein umfangreicher Umbau. Dabei wurden im Erdgeschoss für die Einrichtung eines Herrengarderobengeschäfts die Innenwände und Fassade saniert. Außerdem führte das Bauunternehmen Carl Wetter & Reinhold Gräfe eine Gebäudeaufstockung und die Umgestaltung des Mansarddaches in ein flaches Walmdach aus. 1927 beauftragte der Elektrotechniker Ernst Liebermann den Maurermeister August Eckardt im Zuge des Einbaus von zwei Dachgeschosswohnungen mit dem Rückbau des Dachstuhles in ein Mansarddach. Zum Schließen von Fensteröffnungen in der Gerbergassenfassade kam es 1971. Das dreigeschossige Haus weist eine verputzte Fachwerkkonstruktion mit großen Fensterbrüstungsabständen und einer Dachschwelle auf. Das Mansarddach besitzt in den beiden Straßenfronten jeweils einen mittig platzierten, zweiachsigen Zwerchgiebel mit beidseitig angeordneten Hausgauben. In der Gerbergasse ist ein Hauszeichen vorhanden, das die Jahreszahl 1704 sowie ein Gerberwappen mit zwei Haareisen und einem Stollpfahl zwischen zwei Löwen zeigt. |      |
| Steinweg 58 (Standort) Wohn- und Geschäftshaus D-4-63-000-520                          | Das dreigeschossige Wohn- und Geschäftshaus ist durch einen Keilstein im Türrahmen auf das Jahr 1807 datiert. Auf dem Keilstein steht der Buchstabe B für den früheren Eigentümer Breithut, dessen Nachkomme 1859 den Einbau eines Schaufensters veranlasste. Im Jahr 1904 beauftragte der Tapezierer Paul Kühnert den Maurermeister Friedrich Kürschner mit einem Umbau des Erdgeschosses. Dabei wurde unter anderem die Ladenfront mit einem rechteckigen Schaufenster, getrennt durch einen Holzpfeiler von der Ladentür, eingebaut. Zusätzlich kam es zur Umgestaltung der Werkstatt im Rückgebäude, das 1994 abgebrochen wurde. Das Haus weist in den Obergeschossen eine geputzte Fachwerkfassade auf, im Erdgeschoss sind die Außenwände massiv. Die Hauseingangstür ist zweiflügelig gefeldert. Sie besitzt noch die alten Beschläge und stammt aus dem frühen 19. Jahrhundert. Die in den Obergeschossen dreiachsige Straßenfassade ist gekennzeichnet durch aufstuckierte, barockisierende Fensterrahmen. Das Mansarddach hat zwei Gauben. |      |
| Steinweg 60 (Standort) Wohn- und Geschäftshaus D-4-63-000-890                          | Um 1800 entstand das dreigeschossige Wohn- und Geschäftshaus. 1912 ließ der Kaufmann Otto Hofmann die Ladenfläche im Erdgeschoss durch den Maurermeister August Eckardt zur heutigen Geometrie, bestehend aus einer Dreiergruppe mit Mitteltür erweitern. Hauseingang und -flur sind rechts vorhanden. Die Fassade des Fachwerkhauses ist durch leichte Geschossüberstände und eine Zweier- und Dreiergruppe bei den Fenstern gegliedert. Das Erdgeschoss besitzt massive Außenwände. Das Mansarddach weist drei symmetrisch angeordnete Segmentbogengauben auf. |      |
| Steinweg 62 (Standort) Wohn- und Geschäftshaus D-4-63-000-792                          | Das dreigeschossige Eckhaus ist durch ein Wappenschild im Erdgeschoss auf das Jahr 1555 datiert, als wahrscheinlich ein Neu- oder Wiederaufbau durchgeführt wurde. 1871 folgte ein größerer Umbau durch Carl Brockardt für den Bäckermeister Nicol Höllein. Dabei wurde ein gemeinsames Walmdach über das Vorder- und Hinterhaus errichtet. Außerdem verbreiterte der Zimmermeister das Vorderhaus wozu die Wände der Straßenfassaden mit geänderter Fenstereinteilung neu aufgebaut wurden. 1984 kam es zum Einbau von Dachgauben im Zuge des Dachausbaus. Das neuklassizistisch gestaltete Haus weist in den Obergeschossen verputzte Fachwerkwände auf. Markant ist die abgeschrägte Hausecke, die oben von einem Dreiecksgiebel abgeschlossen wird. |      |
| Steinweg 66 (Standort)                                                                 | (Das Wohn- und Geschäftshaus errichtete sich der Maurermeister Christian Lutz im Jahr 1865 durch den Umbau eines Stadels. Dabei wurden im Erdgeschoss Läden eingerichtet. Im Zweiten Weltkrieg brannte der Dachstuhl aus, der Wiederaufbau folgte 1947 und 1995 eine Instandsetzung mit erhöhtem Dachfirst. Das zweigeschossige Gebäude weist ein Mansardwalmdach auf, das im Obergeschoss auf verputzten Fachwerkwänden angeordnet ist. Die Straßenfassade ist fünfachsig gegliedert, zwei Hausgauben sind im erhöhten Dachfirst vorhanden.) Das Gebäude wird in der Liste vom 30. Oktober 2013 nicht mehr geführt. |      |
| Steinweg 68 (Standort) Wohn- und Geschäftshaus, ehem. Hahnmühle D-4-63-000-522         | Die ehemalige Hahnmühle gehört zu den ältesten Mühlen Coburgs und wurde wohl Anfang des 14. Jahrhunderts vor den Toren der Stadt errichtet. 1323 wurde die für die Stadt wichtige Getreidemühle am Hahnfluss, einem Mühlenbach der Itz, erstmals urkundlich erwähnt. 1597 folgte eine Erweiterung um eine Ölmühle, 1627 wurde der Komplex mit einer Schneidmühle (Sägewerk) ergänzt. 1890 endete der Mühlenbetrieb, da die Stadt der Einrichtung einer zusätzlichen Marmormühle nicht zustimmte. Das heutige Haupthaus entstand 1622 nach umfassenden Um- und Erweiterungsbaumaßnahmen. Im 17. und 18. Jahrhundert folgten die übrigen Bauwerkstrakte. Die Abtrennung des Innenhofs auf der Nordseite zur Allee durch eine Dekorationsmauer wurde 1863/64 durchgeführt. Eine Umgestaltung des Erdgeschosses für einen Bäckerladen geschah 1875, in den nächsten Jahrzehnten folgten je nach Nutzungsart weitere Umbaumaßnahmen. 1949 ließ der Besitzer Metzgermeister Rose die Fachwerkfassade freilegen und sanieren. Eine weitere Fassadenrenovierung wurde 1981 durchgeführt. Der zweigeschossige Satteldachbau besitzt im Erdgeschoss massive gemauerte Sandsteinwände, die die Fachwerkwände des Obergeschosses tragen. Das dreigeschossige Satteldach weist einen außergewöhnlich aufwändigen gestalteten Zierfachwerkgiebel auf, mit fünf Fenstern im Obergeschoss, sowie vier und darüber zwei Fenster im Dachgeschoss. Das Fachwerk der übrigen Fassaden ist einfacher gestaltet. Die Rückseite mit den Nebengebäuden besteht aus dem Ostflügel mit einem abgewalmten Satteldach und dem Nordflügel mit der davorstehenden Dekorationsmauer. |      |
| Steinweg 70 (Standort) Ehem. Teil der Hahnmühle D-4-63-000-523                         | Der zweigeschossige, zweiflügelige Mansarddachbau gehörte ursprünglich zur benachbarten Hahnmühle. Das erste Bauwerk an dieser Stelle war vermutlich eine 1597 gebaute Schlag- und Ölmühle. Das heutige Mansardhalbwalmdach auf der Westseite entstand Ende des 18. oder Anfang des 19. Jahrhunderts, 1864 folgte einer Erweiterung des Gebäudes für die Müllerwitwe Caroline Geyer. 1885 wurde das Dach zur Nutzung ausgebaut, 1903 ein Laden im Erdgeschoss eingerichtet, 1928 folgte ein zweiter Laden ehe 1975 die beiden zusammengelegt wurden. Die Giebel- und Straßenfront des Wohn- und Geschäftshauses besitzen ein sichtbares orthonales Fachwerk mit einzelnen Querhölzern und weisen jeweils fünf Fensterachsen auf. |      |

## Steinweglein
| Adresse Bezeichnung Akten-Nr.                      | Beschreibung | Foto |
| -------------------------------------------------- | --- | ---- |
| Steinweglein (Lage)                                | Die Gasse verbindet die Gymnasiumsgasse mit der Ketschengasse. Sie führt Richtung Westen entlang der südlich stehenden, ehemaligen Stadtmauer. Der Gassenname ist erstmals 1533 bei Haus Nr. 4 dokumentiert. |      |
| Steinweglein 6 (Standort) Wohnhaus D-4-63-000-524  | Das dreigeschossige Giebelhaus entstand im Jahr 1708. Eine Bebauung des Grundstücks ist ab 1533 dokumentiert. Die Fassade im Erdgeschoss besteht komplett aus Sandsteinmauerwerk und in den Obergeschossen sowie Satteldachgiebel aus einer in deutscher Schablone verschieferten Fachwerkkonstruktion. Die Obergeschossvorsprünge beruhen teilweise auf nachträglich angebrachter Wärmedämmung. Die Fenstereinteilung besteht auf der linken Seite in allen Geschossen aus einer Dreiergruppe, auf der rechten Seite sind über der Haustür mit dem Hausflur jeweils zwei Fenster angeordnet. |      |
| Steinweglein 10 (Standort) Wohnhaus D-4-63-000-525 | Eine Bebauung des Grundstücks ist ab 1405 dokumentiert. Das dreigeschossige Traufseithaus entstand im Jahr 1797, als die Witwe des Glasermeisters Johann Georg Frank das Gebäude umbauen ließ. Ein Ladeneinbau mit abgesenkter Kellerdecke im Jahr 1882 und der Einbau einer Haustreppe 1897 waren spätere Baumaßnahmen. Von 1991 bis 1992 folgte eine umfangreiche Instandsetzung. Das Gebäude weist in den Obergeschossen eine verputzte Fachwerkfassade mit fünf Fensterachsen auf. Das vom Obergeschoss klar getrennte Erdgeschoss besitzt eine Haustür mit einem profilierten Sandsteinrahmen und datierten Keilstein. Im Dachgeschoss, bestehend aus einem Mansarddach, ist ein dreiachsiges Zwerchhaus, das von einem Segmentbogengiebel abgeschlossen wird, vorhanden. |      |